# Moarte pe Nil (film din 1978)
Moarte pe Nil (titlu originar în engleză Death on the Nile) este un film polițist britanic din 1978, inspirat din romanul omonim din 1937 al Agathei Christie și regizat de John Guillermin. Ca urmare a succesului public și critic al ecranizării Crima din Orient Express (1974) a lui Sidney Lumet, care a fost nominalizată la șase premii Oscar și a câștigat unul dintre ele, compania britanică EMI Films a realizat alte două filme cu detectivul belgian Hercule Poirot: Moarte pe Nil (1978) și Crimă sub soare (1982). Rolul lui Poirot, atribuit lui Albert Finney în Crima din Orient Express, a fost interpretat în aceste două filme de Peter Ustinov. În alte roluri apar vedete de cinema precum Angela Lansbury, Bette Davis, Maggie Smith, Mia Farrow, Jane Birkin, Olivia Hussey, David Niven, George Kennedy și Jack Warden.
Subiectul filmului îl constituie uciderea bogatei moștenitoare Linnet Ridgeway în cursul unei croaziere pe Nil, unde se afla înconjurată de un grup de persoane care aveau fiecare un motiv pentru crimă. Linnet își petrecea luna de miere, împreună cu soțul ei, Simon Doyle, în Egipt, fiind urmărită peste tot de Jacqueline „Jackie” de Bellefort, fosta ei prietenă și fosta logodnică a lui Simon. Acțiunea filmului se desfășoară în anul 1937 pe teritoriul Egiptului, în mare parte pe o navă cu zbaturi ce navighează pe fluviul Nil. Unele dintre cele mai cunoscute monumente culturale ale Egiptului apar în film, cum ar fi Marile Piramide de la Giza, Sfinxul și complexele de temple Karnak și Abu Simbel, chiar dacă se află la distanțe mari unele de altele.
Moarte pe Nil este a doua ecranizare a unui roman al Agathei Christie pe care a produs-o compania EMI, după Crima din Orient Express (1974), și a fost urmat de Oglinda spartă (1980) și Crimă sub soare (1982). Primele trei ecranizări ale romanelor Agathei Christie au fost destul de fidele textului literar original, în timp ce Crimă sub soare se îndepărtează de materialul originar prin mutarea acțiunii filmului de pe coasta comitatului Devon pe o insulă exotică din Marea Adriatică. Moarte pe Nil este prima ecranizare a unui roman al Agathei Christie produsă după moartea romancierei. La fel ca și alte ecranizări după operele Agathei Christie, Moarte pe Nil se bazează pe o distribuție stelară, pe decorurile naturale bine alese, pe costumele elegante ale personajelor și pe dialogurile tăioase între unele personaje.
Recenziile critice publicate în perioada lansării au scos în evidență calitatea scenariului și a interpretărilor, dar și ritmul lent al acțiunii, care a fost identificat ca o problemă importantă. Farmecul filmului nu s-a pierdut odată cu trecerea timpului, iar istoricii de film consideră că, în ciuda lipsurilor, Moarte pe Nil este una dintre cele mai reușite ecranizări după scrierile Agathei Christie. Ecranizarea lui John Guillermin a câștigat premiul Oscar pentru cele mai bune costume la cea de-a 51-a ediție a Premiilor Academiei Americane de Film.

## Rezumat
Tânăra Jacqueline „Jackie” de Bellefort, care sărăcise în urma crahului bursier, o roagă pe prietena sa apropiată, bogata moștenitoare Linnet Ridgeway, să-l angajeze pe logodnicul ei, Simon Doyle, care era șomer. Linnet acceptă și îl angajează pe Simon ca administrator al moșiei sale, iar între cei doi începe curând o relație de dragoste care se termină cu căsătoria lor. Mirii decid să-și petreacă luna de miere în Egipt, fiind urmăriți acolo în permanență de Jackie. Detectivul Hercule Poirot, aflat la același hotel, este rugat de tinerii soți să o convingă pe Jackie să nu-i mai urmărească, dar nu are succes. Încercând să o îndepărteze pe Jackie, soții Doyle se prefac că merg la gara din Cairo pentru a lua trenul către Alexandria, dar se îmbarcă pe nava cu zbaturi S.S. Karnak într-o croazieră pe Nil.
În cursul unei excursii pe țărm la templele complexului Karnak o piatră de dimensiuni mari este împinsă de pe un stâlp și se prăbușește pe sol la mică distanță de soții Doyle. Cei doi sunt șocați să o întâlnească la Templul din Abu Simbel pe Jackie, care se alătură croazierei, ignorând avertismentul detectivului Poirot de a sta departe. Femeia îi dezvăluie detectivului că poartă în geantă un mic pistol automat și că este o bună țintașă. În acea noapte, Jackie se ceartă în public cu Simon și, într-un acces de furie agravat de consumul de alcool, îl împușcă în picior. În dimineața următoare Linnet este găsită împușcată mortal în cap în cabina ei de pe navă. Litera „J” scrisă cu sânge pe peretele de deasupra patului sugerează că ucigașa ar fi Jackie, dar ea are un alibi solid furnizat de domnișoara Bowers, care a sedat-o cu morfină și a rămas cu ea toată noaptea.
Poirot și prietenul său, colonelul Race, sunt desemnați de companie să investigheze crima înainte ca nava să acosteze în portul următor și descoperă că mai mulți pasageri au avut motive să o ucidă pe Linnet: Louise Bourget, camerista Linnetei, era nemulțumită din cauza refuzului stăpânei sale de a-i acorda zestrea promisă, Andrew Pennington, administratorul american al averii Linnetei, era nerăbdător să o împiedice să descopere că a delapidat bani, doamna van Schuyler, o femeie americană în vârstă care suferea de cleptomanie, arăta un mare interes față de colierul de perle al Linnetei, asistenta doamnei Van Schuyler, domnișoara Bowers, îl învinovățea pe tatăl Linnetei că i-a distrus financiar propriul tată, Salome Otterbourne, o scriitoare alcoolică de romane de dragoste, fusese trimisă în judecată pentru calomnie ca urmare a unei asemănări existente între Linnet și unul dintre personajele sale, fiica doamnei Otterbourne, Rosalie, urmărea să-și protejeze mama de ruina financiară, Jim Ferguson, un comunist indignat de modul în care Linnet și-a dobândit averea și își cheltuia banii, iar dr. Ludwig Bessner, un psihiatru elvețian, care se temea că Linnet îi va distruge reputația clinicii prin prezentarea metodelor neconvenționale de tratament practicate acolo.
La scurt timp este scos din Nil un mic pachet care conținea pistolul folosit la săvârșirea crimei, înfășurat în eșarfa doamnei Van Schuyler, ce avea o mică gaură în glonț, o batistă pătată de sânge și o scrumieră din marmură folosită ca greutate. Detectivul constată că perlele lui Linnet lipsesc, dar doamna van Schuyler neagă că le-ar fi furat. Curând, colierul de perle apare la gâtul lui Linnet, iar Poirot deduce că doamna van Schuyler l-a „returnat”.
În timp ce Poirot și colonelul Race își desfășoară ancheta, camerista Louise Bourget este ucisă. Gâtul îi fusese tăiat cu unul dintre bisturiile dr. Bessner și un fragment dintr-o bancnotă de 1.000 de franci i se găsește în mână. Poirot deduce că ea l-a văzut pe criminal ieșind din cabina Linnetei și că a încercat să-l șantajeze pentru a obține bani. Salome Otterbourne susține că l-a văzut pe criminalul Louisei, dar, când era pe punctul de a-i divulga numele în fața celor doi anchetatori, este împușcată în cap prin ușa deschisă a cabinei cu revolverul lui Pennington, care avea un calibru mai mare decât cel folosit pentru uciderea Linnetei.
Poirot îi adună pe toți pasagerii în salon și dezvăluie că Simon o ucisese pe Linnet, cu complicitatea lui Jackie. Ea s-a prefăcut că l-a împușcat pe Simon, atrăgând atenția asupra ei. După ce a alergat în cabina Linnetei și a împușcat-o în cap, Simon s-a împușcat în picior, folosind eșarfa doamnei Van Schuyler ca amortizor, apoi a înlocuit cartușul gol cu unul nou pentru a ascunde că s-au tras trei focuri. A înfășurat apoi în eșarfă arma, batista presupusă a fi pătată de sânge și o scrumieră de marmură și a aruncat toate aceste obiecte în Nil. Ulterior, Jackie a ucis-o pe Louise, care îl șantaja pe Simon după ce îl observase intrând în cabina Linnetei, și mai târziu pe doamna Otterbourne, care o văzuse ieșind din cabina Louisei. Planul celor doi complici era ca Simon să se căsătorească și apoi să o omoare pe Linnet, să-i moștenească averea și, ulterior, să se căsătorească cu vechea lui iubită.
Simon susține că Poirot nu are nicio dovadă, iar Poirot îi spune că poliția va trebui să facă un simplu test de reziduuri de armă, cunoscut sub numele de test „moulage”. Dându-și seama că nu mai au nicio șansă de scăpare, Jackie mărturisește planul și apoi îl îmbrățișează pe Simon. Detectivul își dă seama brusc că ea a pus mâna pe pistol, dar nu mai apucă să o împiedice să-l împuște pe Simon și apoi să se sinucidă. Pasagerii coboară în următorul port, iar Poirot este felicitat pentru rezolvarea cazului.

## Distribuție
- Peter Ustinov — detectivul belgian Hercule Poirot[14][15][21][36][37]
- Jane Birkin — Louise Bourget, camerista Linnetei[14][15][21][36][37]
- Lois Chiles — Linnet Ridgeway Doyle, moștenitoare bogată[14][15][21][36][37]
- Bette Davis — Marie Van Schuyler, femeie americană în vârstă care suferă de cleptomanie[14][15][21][36][37]
- Mia Farrow — Jacqueline (Jackie) de Bellefort, prietena Linnetei[14][15][21][36][37]
- Jon Finch — James (Jim) Ferguson, tânăr aristocrat cu convingeri comuniste[14][15][21][36][37]
- Olivia Hussey — Rosalie Otterbourne, fiica lui Salome[14][15][21][36][37]
- George Kennedy — Andrew Pennington, administratorul american al averii Linnetei[14][15][36][37]
- Angela Lansbury — Salome Otterbourne, scriitoare de romane de dragoste[14][15][36][37]
- Simon MacCorkindale — Simon Doyle, soțul lui Linnete, fostul logodnic al Jacquelinei[14][15][21][36][37]
- David Niven — colonelul Johnny Race, prietenul lui Poirot[14][15][21][36][37]
- Maggie Smith — dra Bowers, asistenta doamnei Van Schuyler[14][15][21][36][37]
- Jack Warden — dr. Ludwig Bessner, psihiatru elvețian[14][15][36][37]
- I. S. Johar — Jodi Choudhury, managerul croazierei[14][15][36][37]
- Harry Andrews — Barnstaple, majordomul conacului Ridgeway[14][15][36][37]
- Sam Wanamaker — Sterndale Rockford, partenerul de afaceri al lui Pennington[14][24][36][37]
- Celia Imrie — slujnică (nemenționată)[14][38]
- Saeed Jaffrey — servitor pe vaporul Karnak (nemenționat)[38]
- Barbara Hicks — învățătoarea (nemenționată)[38]
- Alfie Bass (nemenționat)[14]
- Victor Maddern (nemenționat)[14]
- Reg Lye (nemenționat)[14]
- Ann Way (nemenționată)[14]
- Brigid Bates (nemenționată)[14]

## Producție

### Dezvoltarea proiectului

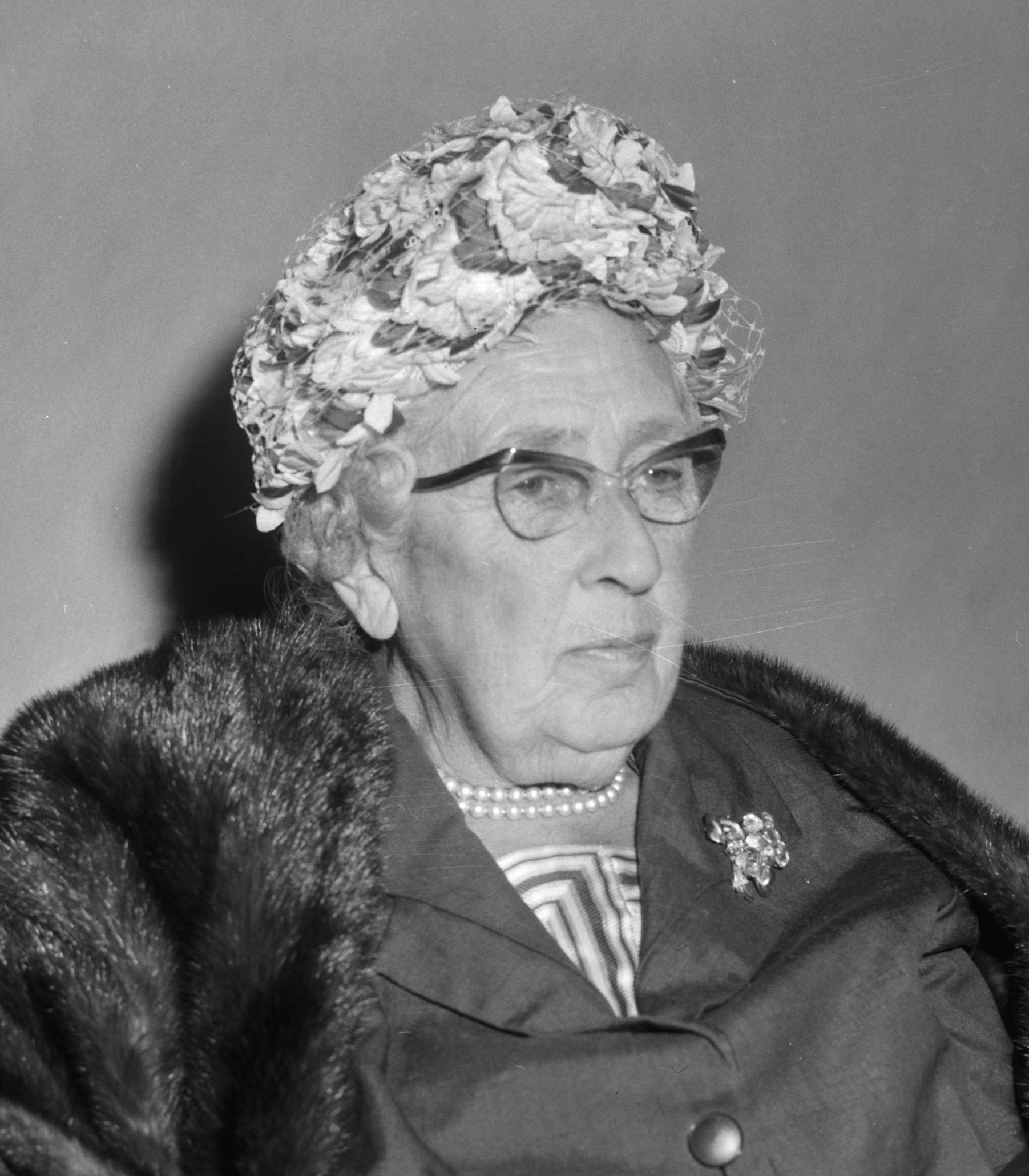
Scriitoarea Agatha Christie (1890–1976) în anul 1964

Compania EMI Films a avut un mare succes cu filmul Crima din Orient Express (1974), care a fost nominalizat la șase premii Oscar și a câștigat unul (premiul pentru cea mai bună actriță în rol secundar – Ingrid Bergman). Rolul detectivului Hercule Poirot a fost interpretat aici de actorul britanic Albert Finney, care a fost transformat atât de mult încât a devenit „de nerecunoscut – burtos, cu părul lipit în fileu, cu ochii pe jumătate închiși într-o pîndă pseudosomnolentă –”. Succesul acestui film a contribuit la creșterea interesului publicului pentru cărțile Agathei Christie, care s-a răsfrânt asupra vânzărilor volumului de povestiri Poirot's Early Cases (1974) și romanului Curtain: Poirot's Last Case (1975). În acest context, Judith A. Coppage, directoarea de dezvoltare a companiei Paramount, a făcut o solicitare pentru adaptarea povestirilor din volumul Poirot's Early Cases, care a fost respinsă, iar explicația oferită a fost că ecranizarea romanului Crima din Orient Express a fost un caz excepțional.
Interesul marilor companii de producție era în creștere și se preconiza realizarea unei serii de filme cu Poirot. John Brabourne, producătorul companiei EMI, își dorea să ecranizeze în continuare romanul Moarte pe Nil (1937) al Agathei Christie, care făcea parte dintr-un grup de cărți ale căror drepturi de autor fuseseră păstrate de scriitoare și nu fuseseră transferate companiei familiale Agatha Christie Ltd., ca urmare a faptului că aveau un anumit potențial dramatic. Agatha Christie scrisese mai demult textul unei adaptări teatrale a romanului, care fusese reprezentată sub titlul Murder on the Nile pe scena Ambassadors Theatre din Londra pe 19 martie 1946 și apoi difuzată pe ecranele televiziunii americane în 1950. Adaptarea teatrală, în care David Horne a interpretat rolul preotului Borrondale (înlocuitorul lui Poirot), nu a avut parte de succes critic și a fost reprezentată la Londra pentru o scurtă vreme; șase luni mai târziu, piesa a fost reprezentată pe Broadway sub titlul Hidden Horizon, cu Halliwell Hobbes în rolul arhidiaconului Pennyfeather, și a avut o primire chiar mai proastă, fiind retrasă după două săptămâni. Treizeci de ani mai târziu, compania EMI a cheltuit o sumă mare de bani pe avocați pentru a obține o înțelegere cu scriitoarea și apoi cu moștenitorii ei și a găsi o cale de realizare a ecranizării romanului. În același timp, Agatha Christie a sugerat realizarea unei adaptări a piesei de teatru omonime, dar aceasta nu a fost considerată o opțiune viabilă.
Ca urmare a faptului că romanul Moarte pe Nil nu era disponibil pentru a fi ecranizat, directorul de producție Nat Cohen a anunțat în 1975 că producătorii John Brabourne și Richard Goodwin vor adapta romanul Răul sub soare (Evil Under the Sun, 1941) ca parte a unei serii de șase filme cu un buget total de 6 milioane de lire sterline. EMI a realizat doar cinci din cele șase filme propuse: Spanish Fly (1976), Aces High (1976), Seven Nights in Japan (1976), The Likely Lads (1976) și Sweeney! (1977), fără filmul Crimă sub soare. Filmările la Crimă sub soare urmau să înceapă în 1976, iar, potrivit rapoartelor presei, Albert Finney semnase deja un contract preliminar pentru a apărea în film. Negocierile cu reprezentanții companiei Agatha Christie Ltd. erau însă anevoioase, în ciuda faptului că Brabourne anunțase deja într-un interviu că realizarea filmului urma să înceapă.
Moartea Agathei Christie la 12 ianuarie 1976 a schimbat însă cursul evenimentelor, înlesnind mult obținerea unei înțelegeri. John Brabourne a obținut dreptul de ecranizare a romanului Moarte pe Nil, iar contractul conținea o clauză care prevedea că niciun alt film cu Poirot nu va fi autorizat în următoarele 18 luni. Au fost blocate astfel încercările companiei Columbia Pictures de a realiza o adaptare a romanului Misterul trenului albastru (The Mystery of the Blue Train, 1928). În mai 1977 reprezentanții companiei EMI au anunțat că vor realiza nu una, ci două adaptări după Agatha Christie: Moarte pe Nil (1978) și Crimă sub soare (1982). A fost făcut inițial doar un prim film, în care Peter Ustinov a jucat rolul detectivului Hercule Poirot, iar încasările nesatisfăcătoare (în comparație cu Crima din Orient Express) a determinat amânarea realizării celui de-al doilea film.
Scenariul filmului a fost scris de Anthony Shaffer (care lucrase anterior la Crima din Orient Express și a colaborat ulterior la scenariile filmelor Crimă sub soare și Întâlnire cu moartea) și a fost destul de fidel textului literar original. Totuși, scenaristul a procedat la eliminarea unor personaje precum arheologul italian Guido Richetti, Tim Allerton și mama lui (unele dintre trăsăturile lor au fost transferate personajului Jim Ferguson), Cornelia Robson, nepoata doamnei Van Schuyler, Joanna Southwood, avocatul Jim Fanthorp. Tim Allerton a fost înlocuit cu Ferguson ca persoana iubită de Rosalie. Regia filmului a fost încredințată cineastului britanic John Guillermin, cunoscut ca autor al unor blockbuster-uri ca Infernul din zgârie-nori (1974) și King Kong (1976).
Filmul a fost realizat în timpul unei perioade de expansiune a companiei EMI Films sub conducerea producătorilor Michael Deeley și Barry Spikings (1976–1979), care urmăreau o extindere tot mai mare pe piața internațională prin filme precum Întâlnire de gradul trei (1977), Vânătorul de cerbi (1978) și Convoy (1978). Cu toate acestea, Moarte pe Nil a fost un film britanic mai tradițional, care urmărea să repete succesul Crimei din Orient Express. Pentru a sugera continuitatea, titlul original al filmului a fost Murder on the Nile, care a fost schimbat ulterior în Death on the Nile (titlul cărții).

### Repartizarea rolurilor

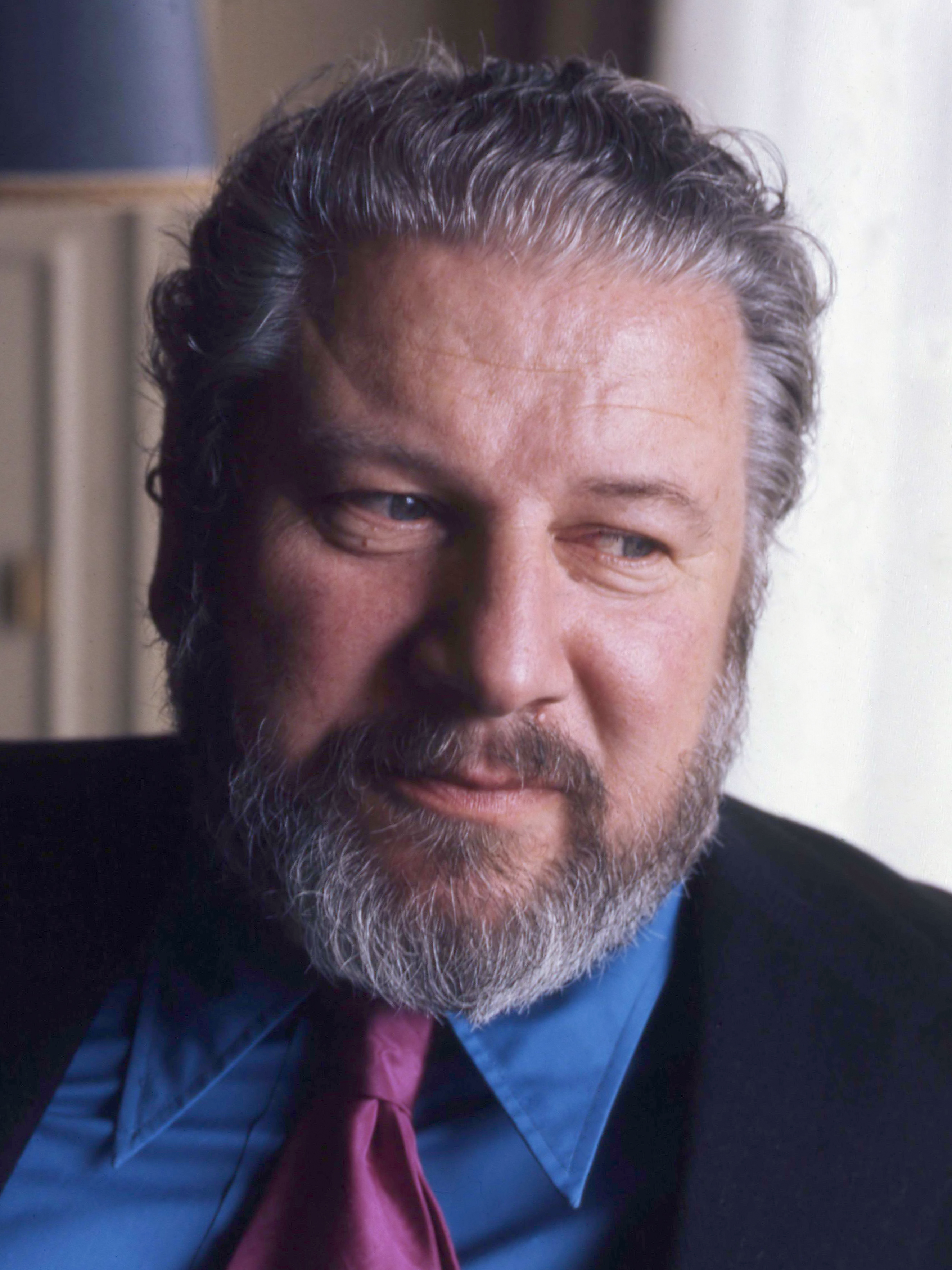
Actorul Peter Ustinov, interpretul rolului principal. Fotografie din 1973.

Albert Finney l-a interpretat pe Hercule Poirot în Crima din Orient Express, iar producătorii l-au contactat pentru a-i oferi același rol în următoarea ecranizare. Actorul a refuzat însă, deoarece se simțise incomod în timpul turnării filmului anterior din cauza machiajului consistent și s-a temut că îi va fi greu să se descurce la temperaturi și mai ridicate. În plus, Finney se temea că apariția repetată în rolul Poirot îl va împiedica să obțină alt gen de roluri. Istoricul de film Scott Palmer, autorul cărții The Films of Agatha Christie (1993), susține că Finney ceruse un onorariu de aproximativ 1 milion de dolari, care a fost considerat prea mare de către producătorii filmului. Atunci când au aflat că nu pot conta pe prezența lui Finney, care avusese în filmul anterior io interpretare idiosincrasică, producătorii s-au gândit să confere filmului o direcție total diferită și l-au ales pe Peter Ustinov, un actor cu o metodă actoricească viguroasă care i-a conferit lui Poirot imaginea unui personaj omniscient, patern și autoritar. Din punct de vedere fizic, Ustinov avea un aspect corpolent, semănând astfel cu Francis L. Sullivan și Charles Laughton, doi actori englezi care-l interpretaseră anterior pe Poirot pe scena de teatru.
Distribuirea în rolul principal a lui Ustinov, un actor popular care avea reputația unui excelent povestitor, obținuse deja două premii Oscar pentru rolurile interpretate în filmele Spartacus (1960) și Topkapi (1964), și era cunoscut, de asemenea, ca interpret al împăratului roman Nero din ecranizarea Quo Vadis? (1951), al căpitanului de pirați Barbă Neagră din lungmetrajul Fantoma lui Barbă Neagră (1968) și al regelui iudeu Irod cel Mare din miniserialul Isus din Nazaret (1977), a semnalat intenția producătorilor ca Poirot să fie mai prietenos și mai apropiat de public spre deosebire de Finney, care conferise personajului o atitudine distantă și rece. „Poirot este un rol de compoziție, dacă a existat vreodată așa ceva”, a spus producătorul Goodwin, „iar Peter este un actor de compoziție de prim rang”. Urmașii Agathei Christie nu au fost încântați de alegerea lui Ustinov deoarece, după cum își amintea Mathew Prichard, nepotul scriitoarei, „se observa de la o poștă că Peter Ustinov nu-l va interpreta niciodată pe Poirot, ci îl va interpreta pe Peter Ustinov”. Cu toate acestea, interpretarea lui Ustinov a devenit memorabilă prin înfățișarea detectivului belgian ca un om „plin de duh, gânditor și introspectiv” și prin atenuarea aspectelor comice ale personajului din cărțile Agathei Christie. Publicistul Calum Marsh scria după aproape 40 de ani că „acest Poirot este jucăuș, copilăros, chiar și puțin capricios; Ustinov îi impregnează un aer lejer, tachinator, găsind o distracție latentă chiar și în cele mai diabolice chestiuni. Fanii care îl preferă pe Ustinov în acest rol tind să răspundă la căldura lui imensă: el are manierele unui bunic care îl face instantaneu simpatic, ceea ce îi dezminte sclipirea și perspicacitatea.”.
Actorul a avut succes în rolul detectivului, deși fanii scrierilor Agathei Christie nu au fost mulțumiți în totalitate de aspectul său și de stilul diferit de interpretare, deoarece Ustinov a căutat să adapteze personajul propriei sale personalități și nu să se adapteze el personajului. Personajul interpretat de Ustinov era, potrivit unor jurnaliști, „mai înalt, mai solid și mai puțin chel” decât personajul Agathei Christie, singurul element reconstituit identic fiind doar mustața. Actorul nu s-a simțit deranjat de aspectul diferit, iar, atunci când i s-a reproșat că Hercule Poirot din cărțile Agathei Christie nu seamănă fizic cu el, a răspuns cu o aroganță tipică detectivului belgian: „Doamnă, acum seamănă”. Atitudinea arogantă și paternă conferită personajului de Ustinov a fost remarcată de unii critici precum Cliford Terry de la Chicago Tribune, care a afirmat că detectivul tratează toate personajele cu care intră în contact în aceste filme ca pe „niște școlari obraznici și înceți la minte”. În total, Peter Ustinov l-a interpretat pe detectivul Hercule Poirot în șase filme de cinema și televiziune: Moarte pe Nil (1978), Crimă sub soare (1982), Treisprezece la cină (1985), Moartea joacă murdar (1986), Crimă în trei acte (1986) și Întâlnire cu moartea (1988) și a fost, în plus, naratorul filmului The Seven Dials Mystery (1981).
Producătorii John Brabourne și Richard Goodwin au reunit o distribuție de vedete, la fel ca în cazul Crimei din Orient Express, printre care s-au numărat cinci câștigători de premii Oscar: Peter Ustinov (1960, 1964), Bette Davis (1935, 1938), David Niven (1958), George Kennedy (1967) și Maggie Smith (1969). Distribuirea faimosului actor britanic David Niven (cunoscut publicului din filme ca Pescarul din Louisiana, Ocolul Pământului în 80 de zile, Tunurile din Navarone, Creierul și Cinci detectivi la miezul nopții) în rolul colonelului Race, care-l însoțește pe Poirot pe parcursul întregii anchete și se remarcă printr-un comportament calm, politicos și destul de distant, a urmărit să compenseze excesul de entuziasm adus de Ustinov. Interpret uzual al gentlemanului inteligent și elegant și recunoscut de public prin „aceeași mustăcioară subțire, aceeași siluetă suplă, aceeași expresie amuzat-ironică”, David Niven a reușit aici să creeze cu cuplu „savuros” cu Peter Ustinov. Rolul victimei Linnet Ridgeway a fost oferit pentru prima dată lui Cybill Shepherd, dar aceasta a refuzat. Producătorii au ales-o ulterior pentru acest rol pe Lois Chiles, care jucase anterior în Cei mai frumoși ani (1973) și Marele Gatsby (1974) și devenise cunoscută în rolul dr. Holly Goodhead (unul dintre personajele cunoscute ca Bond girl) din filmul Moonraker (1979) cu James Bond.
Rolurile altor pasageri au fost atribuite unor actrițe cu o personalitate puternică precum Bette Davis, Maggie Smith și Angela Lansbury, vedete de film cunoscute de public și care au realizat interpretări amuzante. Actrița Bette Davis (1908–1989), care era cunoscută publicului din filme ca Periculos (1935), Femeia diabolică (1936), Pădurea împietrită (1936), Jezebel (1938), Fata bătrână (1939), Totul despre Eva (1950), Ce s-a întâmplat cu Baby Jane? (1962), Dead Ringer (1964) și Jocul de cărți (1972), câștigase două premii Oscar (în 1935 pentru Periculos și în 1938 pentru Jezebel) și avea 70 de ani la momentul filmărilor, a avut un motiv de ezitare atunci când i s-a oferit rolul doamnei Van Schuyler, temându-se că ar putea izbucni un război în Egipt, dar impresarul ei, Robbie Lantz, a liniștit-o spunându-i: „Nu vor îndrăzni”. Mai târziu, ea a apărut în filmul Crimă cu oglinzi (Murder with Mirrors, 1985), o altă ecranizare după scrierile Agathei Christie, cu Helen Hayes în rolul lui Miss Marple. Angela Lansbury și Maggie Smith au apărut ulterior în alte ecranizări ale companiei EMI după scrierile Agathei Christie: prima în Oglinda spartă (unde a jucat rolul Miss Marple) și a doua în Crimă sub soare.
Moarte pe Nil a fost primul film britanic al actriței Jane Birkin (care devenise cunoscută în 1969 ca interpretă, alături de Serge Gainsbourg, a melodiei „Je t'aime... moi non plus”, ce fusese interzisă de postul BBC din cauza conținutului sexual explicit) după un deceniu în care apăruse doar în filme franceze (Îmi sare țandăra), italiene și iugoslave (19 fete și un marinar). Birkin a apărut ulterior în Crimă sub soare, o nouă adaptare a unui alt roman cu Poirot al Agathei Christie. Alte roluri importante au fost oferite unor actori tineri ca Jon Finch (tânărul cu mentalitate comunistă), Mia Farrow (iubita părăsită, cunoscută pentru rolurile interpretate în comedia Urmărește-mă (1972) și în ecranizarea Marele Gatsby (1974), Simon MacCorkindale (soțul lui Linnet, care jucase anterior roluri mici în unele filme ca Isus din Nazaret) și Olivia Hussey (fiica doamnei Otterbourne, cunoscută ca interpretă a Julietei din Romeo și Julieta al lui Franco Zeffirelli) și unor actori experimentați ca George Kennedy (avocatul necinstit) și Jack Warden (dr. Bessner). În opinia istoricului Scott Palmer, distribuirea lui Jack Warden în rolul medicului german a fost o alegere greșită, deoarece personajul din roman ar semăna mai mult cu Gert Fröbe și Oscar Homolka. În rolurile secundare ies în evidență actorul american Sam Wanamaker, interpretul partenerului de afaceri al lui Pennington, care jucase anterior în filmul Acei oameni minunați în mașinile lor zburătoare (1965), actorul indian I. S. Johar, care-l interpretează pe managerul îngrijorat al croazierei, și Harry Andrews, un actor de televiziune de prim rang care oferă aici o interpretare bună a unui majordom.

### Filmări

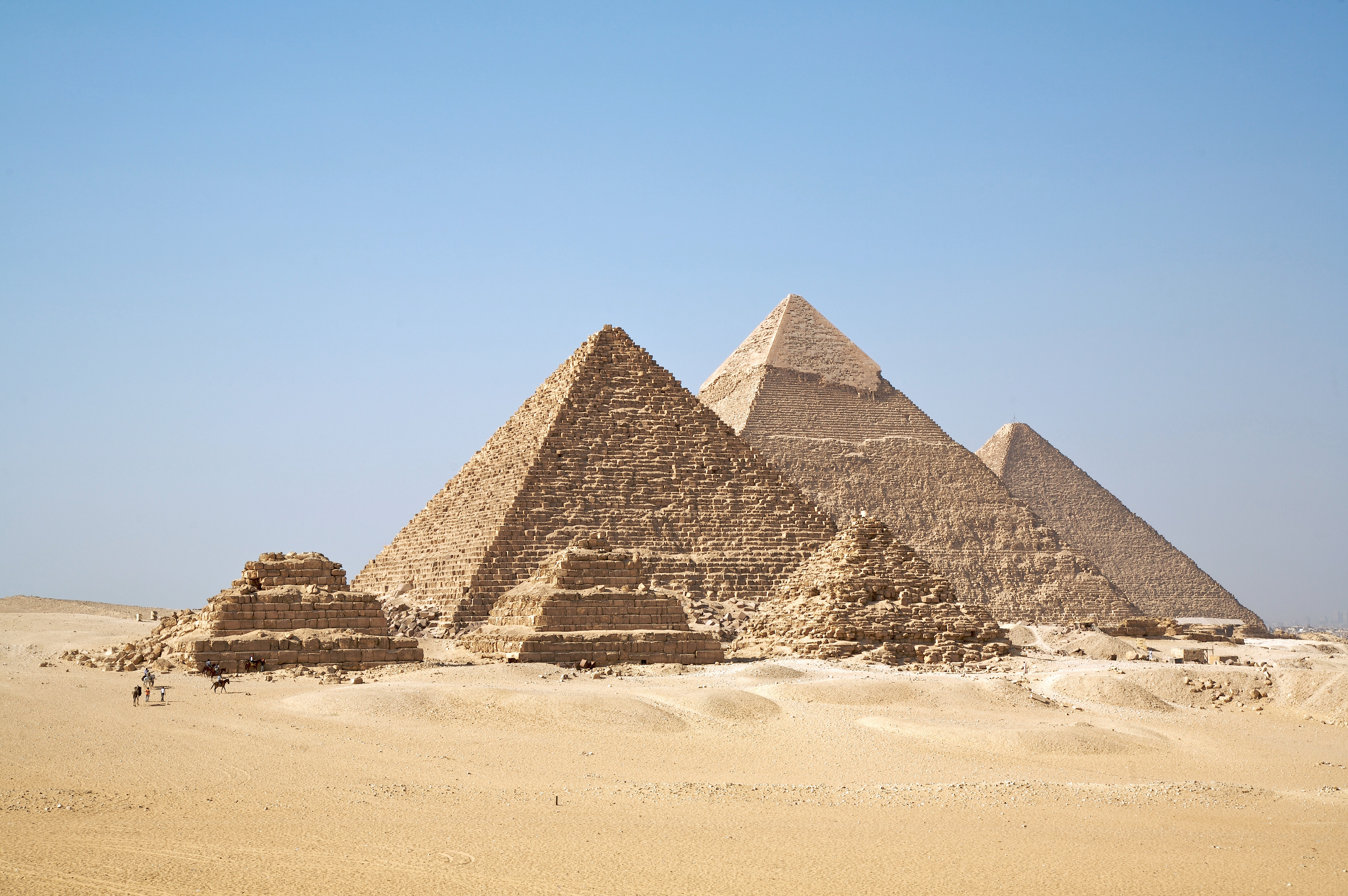
Secvențe cheie ale filmului au fost filmate în zona Marilor Piramide de la Giza.

Guvernul egiptean a susținut filmul, deoarece, potrivit regizorului John Guillermin, existau mulți fani ai Agathei Christie în țară, iar povestea „era apolitică”. Costul de producție al filmului a fost de 7,92 milioane de dolari, o sumă destul de mare pentru acea vreme.
Pentru a avea un aspect cât mai autentic, Moarte pe Nil a fost filmat prin metoda Technicolor pe parcursul a șapte săptămâni în diferite locuri din Egipt la sfârșitul anului 1977. Patru săptămâni de filmare au avut loc pe vaporul Karnak (nava istorică SS Memnon), iar restul perioadei în locuri precum Assuan, Abu Simbel, Luxor și Cairo. Hotelul unde se întâlnesc personajele înaintea croazierei este Hotelul Old Cataract⁠(en)[traduceți] din Assuan (deschis în ianuarie 1899), unde Agatha Christie a stat de mai multe ori și a scris o parte a romanului. Scenele exterioare de la început au fost filmate în unele zone rurale din Anglia (în satul Hambleden⁠(en)[traduceți] din Buckinghamshire și la conacul Compton Wynyates⁠(en)[traduceți] din parohia omonimă⁠(en)[traduceți] din Warwickshire). Scenele de interior au fost filmate ulterior pe platourile Pinewood Studios⁠(en)[traduceți] din Iver Heath⁠(en)[traduceți], Buckinghamshire. Coregrafia scenei tangoului a fost realizată de dansatorul britanic Wayne Sleep.
Regizorul Guillermin și operatorul Jack Cardiff⁠(en)[traduceți] au decis să ofere filmului Moarte pe Nil „un aspect de modă veche tipic anilor 1930”, foarte asemănător cu cel al filmului Crima din Orient Express. Acțiunea a fost proiectată să se desfășoare într-un ritm destul de lent, ceea ce este destul de curios deoarece filmele anterioare ale lui Guillermin (Infernul din zgârie-nori și King Kong) fuseseră blockbuster-uri cu multă acțiune; flashback-urile inserate periodic nu se deosebesc de restul materialului, folosind aceleași cadre standard. Filmul pare din acest motiv, potrivit istoricului Mark Aldridge, „mai simplu decât predecesorul său și, de asemenea, mai puțin captivant”. Filmarea acțiunii într-un mod lent și oarecum demodat a fost însă deliberată pentru a se potrivi mai bine perioadei interbelice și a-i atrage pe spectatorii nostalgici.
Intenția regizorului a fost ca personajul principal să fie mai apropiat de public, iar Peter Ustinov s-a dovedit potrivit pentru acest rol („Poirot poate fi o persoană distantă și rece, dar aici l-am făcut să arate mai uman și mai cald, interesat, spre exemplu, de tineri”). Reconstituirea nostalgică a unei epoci apuse a fost realizată, de asemenea, grație costumelor create de Anthony Powell, laureat al Premiului Oscar. Designerul i-a vizitat pe fiecare dintre actorii principali ai filmului înainte de a începe proiectarea costumelor, iar întâlnirea cea mai utilă a avut-o cu Bette Davis. Costumele purtate de Mia Farrow și Angela Lansbury au fost foarte apreciate de specialiști pentru eleganța lor, în ciuda contrastului dintre simplitatea primelor (Farrow) și opulența ultimelor (Lansbury). Alte creații cunoscute ale lui Powell sunt pantofii purtați de Lois Chiles, care aveau tocuri decorate cu diamante și proveneau din colecția unui milionar, și pantofii purtați de Bette Davis, făcuți din solzii a douăzeci și șase de pitoni. Creatorul de costume Anthony Powell a câștigat ulterior al doilea premiu Oscar pentru cele mai bune costume pentru activitatea sa la acest film, după ce fusese deja laureat pentru contribuția sa creativă la filmul Travels with My Aunt (1972).
Condițiile de filmare au fost destul de dificile din mai multe cauze: căldura mare, lipsa locurilor de cazare, inexistența serviciilor telefonice în unele zone sau lipsa aparaturii tehnice pentru vizionarea secvențelor filmate. Filmările trebuiau întrerupte în fiecare zi la prânz timp de două ore din cauza temperaturii ridicate; temperatura a crescut în unele zile până la 46 °C (115 °F) sau, după alte surse, chiar până la 54 °C (130 °F) la umbră și nu a existat nicio adiere de vânt. Din această cauză, machiajul începea la ora 4 dimineața și filmările aveau loc de la ora 6 pentru a compensa pauza de două ore în jurul prânzului. Nava SS Memnon a fost tractată de ambarcațiuni mai mici în cea mai mare parte a timpului, deoarece motoarele sale au trebuit oprite, ca urmare a faptului că erau foarte zgomotoase și perturbau filmările.
Pe parcursul filmărilor au apărut și situații neprevăzute: niște palmieri nu se aflau în locul potrivit și au trebuit plantați acolo alți șase palmieri, caii au refuzat să meargă în direcția în care erau mânați, conversația soților Doyle a fost întreruptă de o chemare la rugăciune provenită de la o moschee aflată în apropiere, de apariția în cadru a unui autobuz cu turiști și apoi a doi felahi pe cămile, iar avioane supersonice ale Forțelor Aeriene Egiptene au survolat cerul chiar în mijlocul unei scene de dragoste presupuse a avea loc în anii 1930. În plus, filmările au trebuit întrerupte ori de câte ori treceau alte ambarcațiuni prin preajma vaporului pe care se filma. Un moment amuzant a avut loc în timpul unei scene de dragoste între Lois Chiles și Simon MacCorkindale, atunci când o muscă de deșert a aterizat pe dinții actriței. Actorii au continuat să joace cum au putut mai bine până când Guillermin a strigat în cele din urmă „Cut” („Tăiați”) și a cerut o altă dublă. Vorbind despre aceste situații neprevăzute, Bette Davis a comentat ironic: „În zilele mai de demult, ei ar fi construit Nilul pentru voi, iar voi nu ați fi cunoscut niciodată diferența. În zilele noastre, filmele au devenit jurnale de călătorie, iar actorii cascadori”.

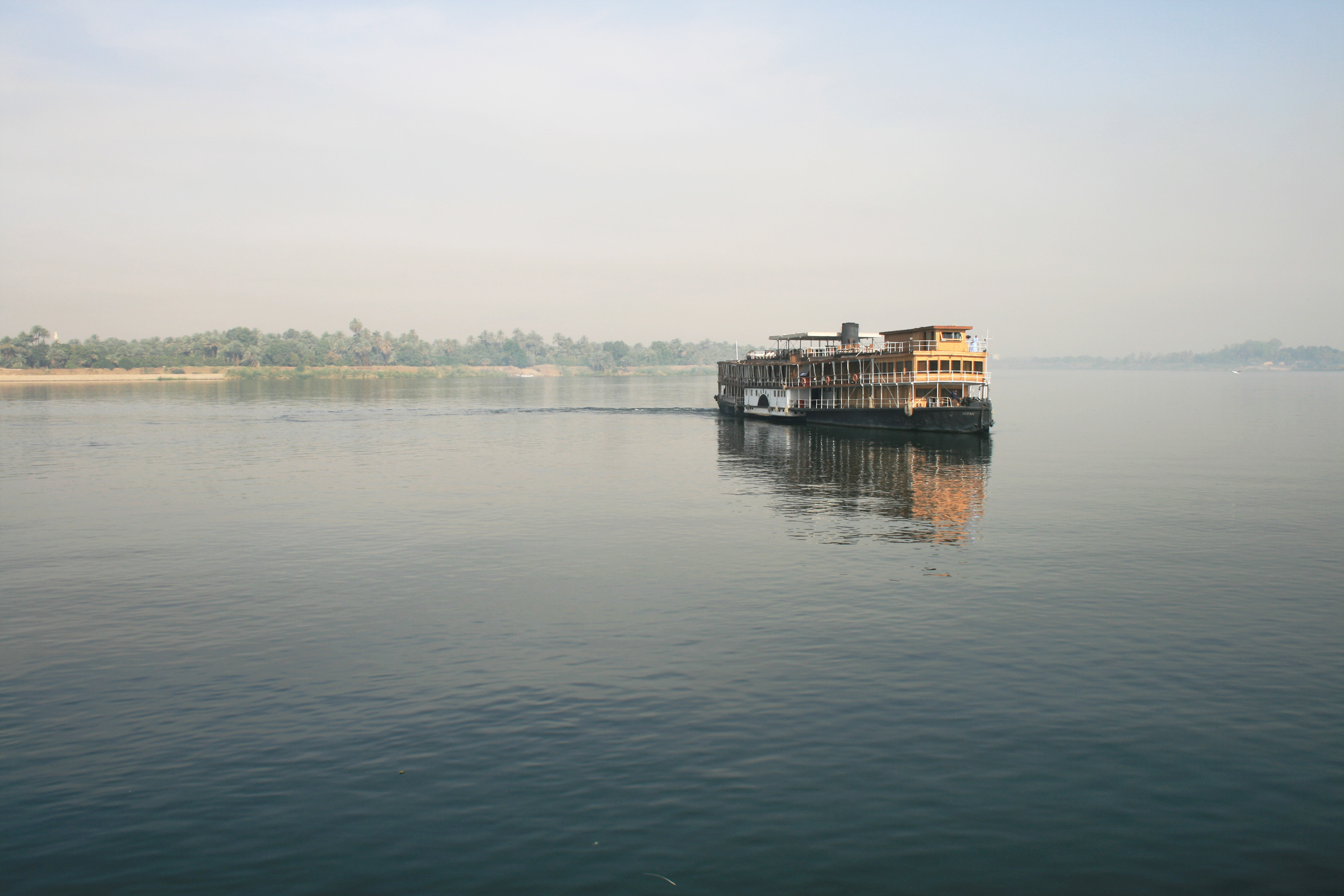
Ambarcațiune veche navigând pe Nil la Assuan.

Numărul mare de membri ai echipei care lucra la realizarea filmului a creat probleme cu asigurarea cazării. Astfel, membrii echipei tehnice au fost mutați permanent de la un hotel la altul, uneori chiar zilnic, deoarece nu fuseseră făcute rezervări din timp pentru ei. Din cauza dimensiunilor reduse ale navei, niciun actor nu a avut propriul vestiar, motiv pentru care Bette Davis, Maggie Smith și Angela Lansbury au împărțit o cabină. Regizorul Guillermin nu a putut să vadă materialul filmat, deoarece, din dispoziția producătorilor, acesta a fost trimis direct la Londra.
Din cauza vârstei înaintate, Bette Davis a avut uneori dificultăți să-și amintească propriile replici, a făcut pauze care nu existau în scenariu și a modificat textul pe care trebuia să-l rostească, dar regizorul a acceptat aceste modificări. „Nu contează dacă ea a spus exact nenorocita de replică. Dacă scena a ieșit bine, dialogul nu mai are nicio importanță cât timp s-a spus același lucru”, a subliniat Guillermin. Actrița a făcut față cu brio căldurilor înăbușitoare din Egipt și nu s-a plâns niciodată. Ea a glumit tot timpul cu Peter Ustinov, în ciuda pretenției fiicei sale, B.D. Hyman, că ar fi existat conflicte între ei, și, după cum a afirmat în cartea de memorii This 'n That (1987), i-a plăcut în mod deosebit să joace cu Maggie Smith, în ciuda relației încordate dintre personajele lor.
Atmosfera în care s-au desfășurat filmările a fost una plăcută, în ciuda dificultăților apărute, așa cum își amintea regizorul:
| “ | Actorii mai experimentați au creat o atmosferă foarte productivă. Ei nu erau deloc nerăbdători. Nu mai lucrasem niciodată până atunci cu Bette Davis și mi s-a spus că era o profesionistă, dar că nu era comunicativă. Ei bine, a fost un zid sigur de sprijin și a debordat de entuziasm. În timpul pauzelor, membrii distribuției stăteau adesea la un loc, angajați într-o conversație intensă marcată de inteligența sclipitoare a lui Ustinov și de umorul sec al lui Niven. Jack Warden este un bărbat foarte amuzant, iar Mia Farrow este o femeie foarte amuzantă. Toți aceștia formau un grup de oameni care puteau să te destindă. | ” |

Pe parcursul filmărilor au existat totuși unele conflicte între membrii distribuției. Maggie Smith trebuia să poarte o perucă foarte scumpă, făcută la Londra, însă Mia Farrow s-a plâns că peruca lui Maggie avea aceeași culoare cu părul ei, iar regizorul a trebuit să-i spună actriței să nu o poarte. „M-a urât în tot timpul cât au mai durat filmările”, a afirmat Guillermin. Alte conflicte au avut-o ca sursă pe Olivia Hussey. Ea a încetat să mai vorbească cu Bette Davis ca urmare a faptului că bătrâna actriță s-a plâns că trebuie să-i asculte cântecele religioase și l-a bruftuluit pe copilul Miei Farrow, făcând-o pe aceasta din urmă să sară efectiv la bătaie. La începutul anului 1978 fiica lui David Niven a fost grav rănită într-un accident auto. Niven a călătorit cu avionul de la Londra în Elveția în cursul mai multor weekend-uri din perioada filmărilor pentru a sta lângă patul ei.
Decorurile filmului au fost proiectate de Brian⁠(en)[traduceți] și Terry Ackland, iar muzica a fost compusă de compozitorul italian Nino Rota. Director de imagine a fost artistul experimentat Jack Cardiff⁠(en)[traduceți], care a filmat pe peliculă color. Montajul a fost realizat de Malcolm Cooke. Durata filmului este de 140 de minute (sau, după altă sursă, de 141 de minute), iar lungimea peliculei este de 3.860 m.

## Lansare

### Premieră
Deși era un film britanic, Moarte pe Nil a avut premiera la New York în 29 septembrie 1978 cu scopul de a coincide cu începerea vânzării de bilete pentru expoziția itinerantă „The Treasures of Tutankhamun” (ce urma a fi deschisă în 15 decembrie 1978 la Metropolitan Museum of Art), care a stârnit un interes deosebit pentru artefactele egiptene. Pentru piața americană, distribuitorii filmului au schimbat afișul britanic original și i-au comandat artistului Richard Amsel să realizeze un afiș nou în care să fie inclus profilul regelui Tutankhamon cu un cuțit ceremonial (și un revolver modern), înconjurat de interpreții rolurilor principale. Filmul a avut o premieră regală în scopuri caritabile pe 23 octombrie 1978, înainte de lansarea oficială în Marea Britanie, la cinematograful ABC de pe Shaftesbury Avenue din Londra, la care au participat regina, prințul Philip și contele Mountbatten. Columbia-EMI-Warner a fost distribuitorul filmului în Regatul Unit și Paramount Pictures în Statele Unite ale Americii.
Recenziile critice publicate în presa americană au fost oarecum dezamăgitoare, iar criticii au remarcat că, în ciuda distribuției de prim rang și a interpretării cu prestanță și umor a detectivului Poirot de către Peter Ustinov, filmul Moarte pe Nil nu se ridică la nivelul Crimei din Orient Express, ecranizarea anterioară a unei opere a Agathei Christie. Joseph Gelmis s-a făcut ecoul opiniilor mai multor confrați atunci când a scris în paginile ziarului new york-ez Newsday că noul film era o „continuare sumbră a unei adaptări cinematografice superioare, apărute anterior, a unui roman polițist al Agathei Christie”. Problema principală semnalată de criticii americani a fost ritmul lent al acțiunii, ceea ce l-a făcut pe David Ansen să scrie în ziarul Newsweek o cronică intitulată „Snoring down the Nile” („Sforăind pe cursul Nilului”). Criticii britanici au fost însă mai binevoitori și au lăudat scenariul și interpretările, dar au scos în evidență totuși existența unor momente de lâncezeală. David Hughes de la Western Mail a scris că noul film era superior predecesorului său și l-a descris ca „distractiv, inteligent și în general mai plăcut”, iar David Castell de la Sunday Telegraph a afirmat că filmul este „în mod neașteptat mai mult decât suma părților sale”. Cu toate acestea, în timp ce unii critici au preferat să treacă cu vederea ritmul lent al acțiunii în schimbul scenariului și a interpretărilor actoricești, alți critici precum David Shorter de la Daily Telegraph l-au considerat a fi o problemă.
Compania producătoare se aștepta ca Moarte pe Nil să fie popular în rândul publicului, mergând pe urmele predecesorului Crima din Orient Express, cel mai de succes film britanic până în acel moment. În ciuda acestor așteptări, încasările de la box office au fost de peste 14,5 milioane de dolari (14.560.084 dolari) în Statele Unite ale Americii, mai mici în comparație cu încasările de 27,6 milioane de dolari ale Crimei din Orient Express. Filmul a avut un succes mai mare în alte țări: astfel, compania EMI a susținut că Moarte pe Nil a fost cel mai de succes film străin prezentat în China continentală, având 5 milioane de spectatori doar la Shanghai. Cu toate că Moarte pe Nil a avut succes comercial, aducând profit companiei producătoare și dovedind interesul publicului față de ecranizările romanelor Agathei Christie, directorul de producție Nat Cohen nu a fost ne--mulțumit și a declarat că filmul „nu a avut prea mare succes în America, cu toate că rețelele de televiziune din SUA au plătit pentru el de trei ori mai mult decât au făcut-o pentru Orient Express. El a obținut un succes «satisfăcător» în America – și a adus încasări de patru ori mai mari decât Orient Express în Japonia –, dar, în general, a încasat mai puțini bani decât prima dată.”.
Ulterior, compania EMI a produs, în regia lui Guy Hamilton, o altă ecranizare a unui roman al Agathei Christie: Oglinda spartă (1980), cu Angela Lansbury în rolul lui Miss Marple, care a avut, în ciuda distribuției stelare, chiar mai puțin succes decât Moarte pe Nil și a determinat treptat orientarea către filmele de televiziune a producătorilor ecranizărilor după Agatha Christie. După lansarea filmului Oglinda spartă, compania a anunțat că va alterna filmele cu Poirot și Miss Marple și au circulat zvonuri că următorul film va fi o ecranizare a romanului Întâlnire cu moartea (Appointment with Death, 1938).

### Distribuția în alte țări
Moarte pe Nil a fost distribuit în perioada următoare și în alte țări precum Israel (9 octombrie 1978), Republica Federală Germania (13 octombrie 1978), Franța (27 octombrie 1978), Suedia (30 octombrie 1978), Țările de Jos (2 noiembrie 1978), Danemarca (6 noiembrie 1978), Italia (16 noiembrie 1978), Japonia (9 decembrie 1978), Portugalia (15 decembrie 1978), Spania (22 decembrie 1978), Brazilia (25 decembrie 1978), China (1978), Belgia (25 ianuarie 1979), Finlanda (9 februarie 1979), Grecia (16 februarie 1979), Argentina (5 aprilie 1979), Columbia (5 aprilie 1979), Hong Kong (1 iunie 1979), Mexic (6 septembrie 1979), Filipine (9 octombrie 1979), România (14 ianuarie 1980), Turcia (ianuarie 1980), Coreea de Sud (1 ianuarie 1981) Uniunea Sovietică (noiembrie 1981) și Republica Democrată Germană (premieră TV pe 19 noiembrie 1983 la DFF 1).
Premiera filmului în România a avut loc în ziua de 14 ianuarie 1980; această ecranizare, care, potrivit presei epocii, era „construită după toate regulile genului” și promitea spectatorilor „clipe fierbinți” și „aventuri”, a rulat în perioada următoare în unele cinematografe bucureștene precum Scala (ianuarie 1980), Patria (ianuarie 1980), Luceafărul și Favorit (ianuarie 1980), Palatul Sporturilor și Culturii (ianuarie 1980), Sala Palatului (ianuarie 1980), Grivița și Gloria (ianuarie 1980), Feroviar și Aurora (ianuarie–februarie 1980), Victoria și Arta (februarie 1980), Buzești și Volga (februarie 1980), Studio și Munca (februarie–martie 1980), Floreasca (martie 1980), Cosmos (martie 1980), Capitol (iulie și august 1980), Grivița (ianuarie 1990) etc., dar și în unele cinematografe din alte orașe (de exemplu, la Reșița, Târgu Mureș, Sfântu Gheorghe, Sibiu, Miercurea Ciuc, Iași, Botoșani, Craiova, Vatra Dornei, Fălticeni, Sânnicolau Mare, Sovata, Pașcani, Dorohoi, Buziaș, Timișoara, Câmpulung Moldovenesc, Târgu Secuiesc, Sighișoara, Rădăuți, Reghin, Toplița, Lugoj, Suceava, Târnăveni, Jimbolia, Jibou ș.a.), inclusiv până în decembrie 1991. Vizionarea acestui film a avut loc, de asemenea, „la cererea spectatorilor”, în programul Cinematecii Române: în iulie 1992, în 28 și 29 decembrie 1996, în 2 noiembrie 1998 și în 6 iulie 2001. Ecranizarea romanului Agathei Christie a avut succes în rândul cinefililor români, la fel ca și Crima din Orient Express. Difuzarea în premieră a filmului Moarte pe Nil (cu același titlu pe care-l avusese atunci când a fost difuzat în cinematografe) de o televiziune din România a fost realizată de postul TVR 1 în ziua de sâmbătă 13 octombrie 1990; filmul a fost redifuzat ulterior de postul PRO TV în ziua de sâmbătă 3 iulie 1999, de postul Acasă TV în ziua de marți 25 iulie 2000, de postul Național TV în zilele de sâmbătă 15 octombrie 2005 și sâmbătă 18 februarie 2006 etc.

### Alte suporturi video
Compania Thorn EMI Video a lansat filmul pe casetă video VHS în 1981. Prima lansare a filmului pe DVD a avut loc în Statele Unite ale Americii pe 27 februarie 2001 și a fost realizată de compania Anchor Bay Entertainment. Filmul a fost lansat apoi pe suport Blu-ray la 1 septembrie 2020 de către compania KL Studio Classics.

## Recepție

### Aprecieri critice
Moarte pe Nil se bazează, la fel ca și alte ecranizări după operele Agathei Christie, pe o distribuție stelară, pe decorurile naturale bine alese, pe costumele elegante ale personajelor și pe dialogurile tăioase între unele personaje. Criticii au subliniat că spectatorii sunt atrași de alternarea intrigii misterioase cu peisajul luxuriant al Egiptului, ceea ce creează o atmosferă nostalgică, antrenantă și pe alocuri amuzantă. Istoricul de film britanic Mark Aldridge, lector de istoria filmului și televiziunii la Universitatea Solent din Southampton, susține că distribuția stelară a filmului „evocă amintirea filmelor hollywoodiene clasice și conferă filmului un sentiment de importanță și grandoare”, cu toate că „filmul pare mai demodat și mai puțin contemporan din punct de vedere stilistic decât Crima din Orient Express”. Toți actorii filmului realizează interpretări solide, remarcându-se în mod deosebit, în afara lui Peter Ustinov, Bette Davis, Maggie Smith, David Niven și Mia Farrow. Unii critici au evidențiat, de asemenea, scenariul dezinvolt și de bună calitate a lui Anthony Shaffer, imaginea plină de culoare, „dezinvoltă și uneori inspirată”, și regia inteligentă a lui John Guillermin, care se remarcă în mod deosebit în scena deznodământului.
Recenziile critice publicate în perioada lansării au fost divizate: unii critici au susținut că filmul este superior artistic Crimei din Orient Express, în timp ce alții au susținut că este mai slab decât predecesorul său. Multe recenzii apărute în America au fost favorabile, lăudând interpretarea lui Ustinov și, în mod deosebit, pe cea a Angelei Lansbury. Criticul Richard Freeman a scris în paginile ziarului The Star-Ledger că Moarte pe Nil este „chiar mai reușit” decât Crima din Orient Express și a adăugat că „până de curând, filmele nu au știut niciodată cum să facă față cărților polițiste clasice englezești din anii 1920 și 1930, deoarece erau mai cerebrale și mai puțin cinematografice decât thrillerele americane contemporane. Este foarte greu să filmezi procese de gândire pure”. Revista americană Variety a publicat o recenzie favorabilă în care a afirmat că filmul „Moarte pe Nil este o ecranizare inteligentă, spirituală, concepută ingenios și interpretată splendid a misterului Agathei Christie”, cu un aspect artistic intenționat desuet și cu o distribuție remarcabilă. Potrivit criticilor revistei, scenariul fără cusur al filmului, cu personaje construite credibil, face ca scena demascării ucigașului în final să fie „o surpriză totală”.
Unele opinii critice au fost totuși mai puțin entuziaste. Astfel criticul britanic David Robinson a scris o recenzie mixtă a filmului în ziarul The Times în care, deși considera că filmul era distractiv și urma formula Crimei din Orient Express (ce apăruse cu patru ani mai înainte), constata că noua ecranizare era un pic prea lungă și nu la fel de bună. El concluziona acolo că scenaristul Anthony Shaffer și regizorul John Guillermin nu au fost la fel de de potriviți pentru a gestiona materialul complex al Agathei Christie așa cum fuseseră Paul Dehn și Sidney Lumet atunci când au realizat ecranizarea romanului Crima din Orient Express. Criticul american Leonard Maltin a notat filmul cu 2,5 stele din 4 în cartea Movie Guide, considerându-l un „mister somptuos din punct de vedere vizual, dar captivant doar pe alocuri”. Cu toate acestea, în ciuda scenariului ingenios și a regiei meticuloase a lui John Guillermin, Moarte pe Nil nu reușește să împrospăteze însă aspectul demodat al scrierilor Agathei Christie, susținea Gary Arnold într-o recenzie publicată în ziarul Washington Post. Ceea ce i-a nemulțumit pe unii critici au fost durata prea mare a ecranizării, excesul de cadre ce prezintă monumentele simbolice ale Egiptului, lâncezeala acțiunii până la primul omor și apoi a investigației lui Poirot, reprezentarea redundantă a speculațiilor lui Poirot, lipsa vicleniei pe care Albert Finney o conferise detectivului în Crima din Orient Express sau transformarea pasagerilor de pe vapor într-o colecție de personaje excentrice.
Cronicile cinematografice ale criticilor români nu au fost nici ele prea entuziaste. Astfel, Mircea Alexandrescu consemna într-o recenzie publicată în revista Cinema că filmul atrage atenția publicului doar prin calitățile literare ale operei de inspirație și prin distribuția sonoră, devenind „mai mult pretextul unor apariții, al unor nume actoricești” deoarece „suspensul rămîne doar o glumă și, curios sau nu, pe măsura ce povestea înaintează, în loc ca el să crească în intensitate, pare că se moleștește la căldura de prin partea locului, însăși verva interpretivă dizolvîndu-se în toropeala generală”. În opinia criticului sus-menționat, sunt urmărite cu plăcere elementele de construcție a intrigii care aparțin Agathei Christie și interpretările individuale ale actorilor, dar secvențele nu se leagă între ele și „fiecare mare actor își face intrarea și ieșirea, parcă ignorînd ce a fost înainte și ce va fi după el”. Vinovatul principal este regizorul John Guillermin, care lasă impresia că este aici „un debutant fără prea mari speranțe”. În paginile aceleiași reviste un cinefil din Suceava observa că filmul este, de fapt, „un recital Ustinov [...] într-o încîlceală hilară, mai ales, prin neverosimilul ei”. Florica Ichim susținea, la rândul ei, într-o cronică publicată în ziarul România liberă că distribuția stelară nu poate salva filmul „de la condiția de obiect inutil și de neconsumat”, în ciuda faptului că „litera cărții n-a fost trădată, personajele seamănă cu ce-a gîndit autoarea, actorii sînt și talentați și cu farmec, femeile frumoase, umorul se ambiționează și el să răzbată, un compozitor ca Nino Rota dă și el o mînă de ajutor, monumentele Egiptului antic oferă sprijinul întregii lor splendori, aparatul se plimbă dezinvolt și uneori inspirat”. În opinia Floricăi Ichim, filmul este plat și neconvingător, din cauza lipsei de talent și inteligență a regizorului John Guillermin. Cu toate acestea, în ciuda deficiențelor ecranizărilor cu Ustinov, criticul Cristina Corciovescu susținea câțiva ani mai târziu că „Peter Ustinov în Moarte pe Nil este foarte recognoscibil în acel Poirot umflat în pene, fanfaron și bon viveur, care, prin contrast cu prietenul său, colonelul Race (David Niven) crează un efect comic de bună calitate” și atribuia lipsa de vlagă a filmului regizorului John Guillermin, pe care-l considera un „artizan mediocru”.
Redactorii revistei germane Cinema din Hamburg au acordat filmului nota 5/5, au consemnat că „filmul polițist după Agatha Christie adoptă o abordare ironică în căutarea făptașului” și au concluzionat că ecranizarea lui Guillermin este „un joc de puzzle elegant și stilat pe tema «Cine a făcut-o?»”, în timp ce criticul suplimentului TV Prisma⁠ din Düsseldorf a scris că „John Guillermin a adaptat romanul Agathei Christie într-un mod rutinat, dar cu anumite tărăgănări, și a încercat cu succes să găsească o distribuție mare de vedete”. Recenziile presei norvegiene au fost mixte: astfel, ziarul Arbeiderbladet a publicat o cronică în general bună, ziarul Aftenposten i-a acordat patru puncte din șase, iar tabloidele Verdens Gang și Dagbladet i-au acordat trei puncte din șase. Administratorii bazei de date japoneze AllCinema au evaluat filmul drept „o capodoperă care surprinde pe deplin esența dramei polițiste a lui Christie” și „un film polițist incontestabil de primă clasă”. Sintetizând opiniile pro și contra exprimate anterior, enciclopedia cinematografică germană Lexikon des internationalen Films descrie astfel acest film: „Moartea unei tinere bogate aflată în luna de miere pe un vapor pe Nil și uciderea a doi martori sunt rezolvate de excentricul detectiv Hercule Poirot. Cu toate acestea, versiunea cinematografică a [creației literare a – n.n.] Agathei Christie nu înțelege cum să elibereze romanul de structura sa greoaie și să-l adapteze în film. Mulțumită lui Peter Ustinov în calitate de interpret al detectivului și adunării la un loc a mai multor vedete care joacă bine, rezultatul a fost un spectacol teatral de cameră amuzant-parodic, cu ceva lentoare.”.
Receptarea critică a filmului s-a îmbunătățit odată cu trecerea timpului, iar jurnalistul american Justin Chang consemna, după 40 de ani, în ziarul Los Angeles Times că această adaptare este „durabilă” datorită faptului că interpretările actoricești „rămân încântătoare”. În mod similar, istoricul de film britanic Mark Aldridge afirmă că, în ciuda lipsurilor, Moarte pe Nil „este una dintre cele mai bine amintite și mai bine ecranizate povești ale Agathei Christie, iar când ajunge la rezolvarea surprinzătoare și înfiorătoare [a crimelor – n.n.], publicul poate rămâne șocat, dar satisfăcut”. Un alt istoric de film, Scott Palmer, autorul cărții The Films of Agatha Christie (1993), susține că interpretarea lui Poirot în acest film este probabil cea mai bună dintre cele șase interpretări pe care le-a realizat Peter Ustinov.
Moarte pe Nil are în prezent un rating de aprobare de 79% pe site-ul agregatorului de recenzii Rotten Tomatoes, pe baza a 19 recenzii (15 pozitive și 4 negative), cu o medie ponderată de 6,80/10. Nu există încă un consens critic cu privire la film. Filmul are o medie de 59 din 100 de puncte pe site-ul Metacritic pe baza a 8 recenzii critice, dintre care două au fost pozitive (Variety – 90 și Justin Chang de la Los Angeles Times – 80) și șase mixte (Ian Nathan de la Empire – 60, Pauline Kael de la The New Yorker – 60, TV Guide – 60, Gary Arnold de la Washington Post – 50, Time Out – 50 și Hilton Kramer de la The New York Times – 40).

### Premii și nominalizări
| An   | Premiu                                 | Categorie                                 | Laureat         | Rezultat     |
| ---- | -------------------------------------- | ----------------------------------------- | --------------- | ------------ |
| 1978 | Premiile National Board of Review      | cea mai bună actriță într-un rol secundar | Angela Lansbury | Câștigat     |
| 1979 | Premiile Globul de Aur                 | cel mai bun film străin                   | Moarte pe Nil   | Nominalizare |
| 1979 | Premiile BAFTA                         | cel mai bun actor                         | Peter Ustinov   | Nominalizare |
| 1979 | Premiile BAFTA                         | cea mai bună actriță într-un rol secundar | Angela Lansbury | Nominalizare |
| 1979 | Premiile BAFTA                         | cea mai bună actriță într-un rol secundar | Maggie Smith    | Nominalizare |
| 1979 | Premiile BAFTA                         | cele mai bune costume                     | Anthony Powell  | Câștigat     |
| 1979 | Premiile Oscar                         | cele mai bune costume                     | Anthony Powell  | Câștigat     |
| 1979 | Premiile Edgar Allan Poe               | cel mai bun film                          | Anthony Shaffer | Nominalizare |
| 1980 | Premiile Evening Standard British Film | cel mai bun film                          | John Guillermin | Câștigat     |
| 1980 | Premiile Evening Standard British Film | cel mai bun actor                         | Peter Ustinov   | Câștigat     |

## Continuări
Moarte pe Nil a fost primul film în care Peter Ustinov l-a interpretat pe Hercule Poirot. Ustinov a reluat acest rol în cinci filme ulterioare: un film de cinema lansat în 1982 (Crimă sub soare), trei filme de televiziune lansate în anii 1985 și 1986 (Treisprezece la cină, Crimă în trei acte și Moartea joacă murdar) și un film de cinema lansat în 1988 (Întâlnire cu moartea).

## Alte adaptări
Prima adaptare a romanului Moarte pe Nil a fost o piesă de teatru scrisă chiar de Agatha Christie și reprezentată pe scenă la Londra în 1946. Piesa a fost reprezentată în același an pe scena teatrelor americane sub titlul Hidden Horizon.
O altă adaptare britanică a fost realizată ca un episod al serialului de televiziune Agatha Christie's Poirot cu David Suchet în rolul lui Poirot. Death on the Nile, care este al treilea episod (ep. 53) al sezonului 9 al serialului, a fost produs de companiile London Weekend Television (LWT), A & E Television Networks și Agatha Christie Ltd. și difuzat în premieră în Marea Britanie sub titlul Death on the Nile la 12 aprilie 2004. S-a filmat în Anglia (la Palatul Eltham din Londra) și în Egipt (la Luxor, Assuan și pe vasul S.S. Sudan). Această ecranizare a fost lăudată de istoricul Mark Aldridge, care consideră că ea „nu trădează nicio lipsă de încredere” și beneficiază, în plus, de avantajul unei durate mai reduse și a unei nevoi mai mici de a-și răsfăța vedetele din distribuție. Prezența lui Suchet se estompează pe fundalul acțiunii, ca urmare a observării evenimentelor de la distanță, spre deosebire de Ustinov care simte nevoia să fie permanent în prim-plan.
O nouă ecranizare americană regizată de Kenneth Branagh, care interpretează și rolul principal, a fost programată să fie lansată la 23 octombrie 2020. Lansarea filmului de către compania 20th Century Studios a fost amânată pe 17 septembrie 2021 din cauza pandemiei de COVID-19 și apoi, din nou, pe 11 februarie 2022 din cauza acuzațiilor de viol împotriva actorului Armie Hammer (interpretul lui Simon Doyle). În cele din urmă, filmul a fost lansat în cinematografele americane pe 11 februarie 2022. Istoricul de film J. C. Bernthal a consemnat că acest film „a fost realizat în mod clar în umbra seriei EMI”.

## Galerie

### Locuri de filmare

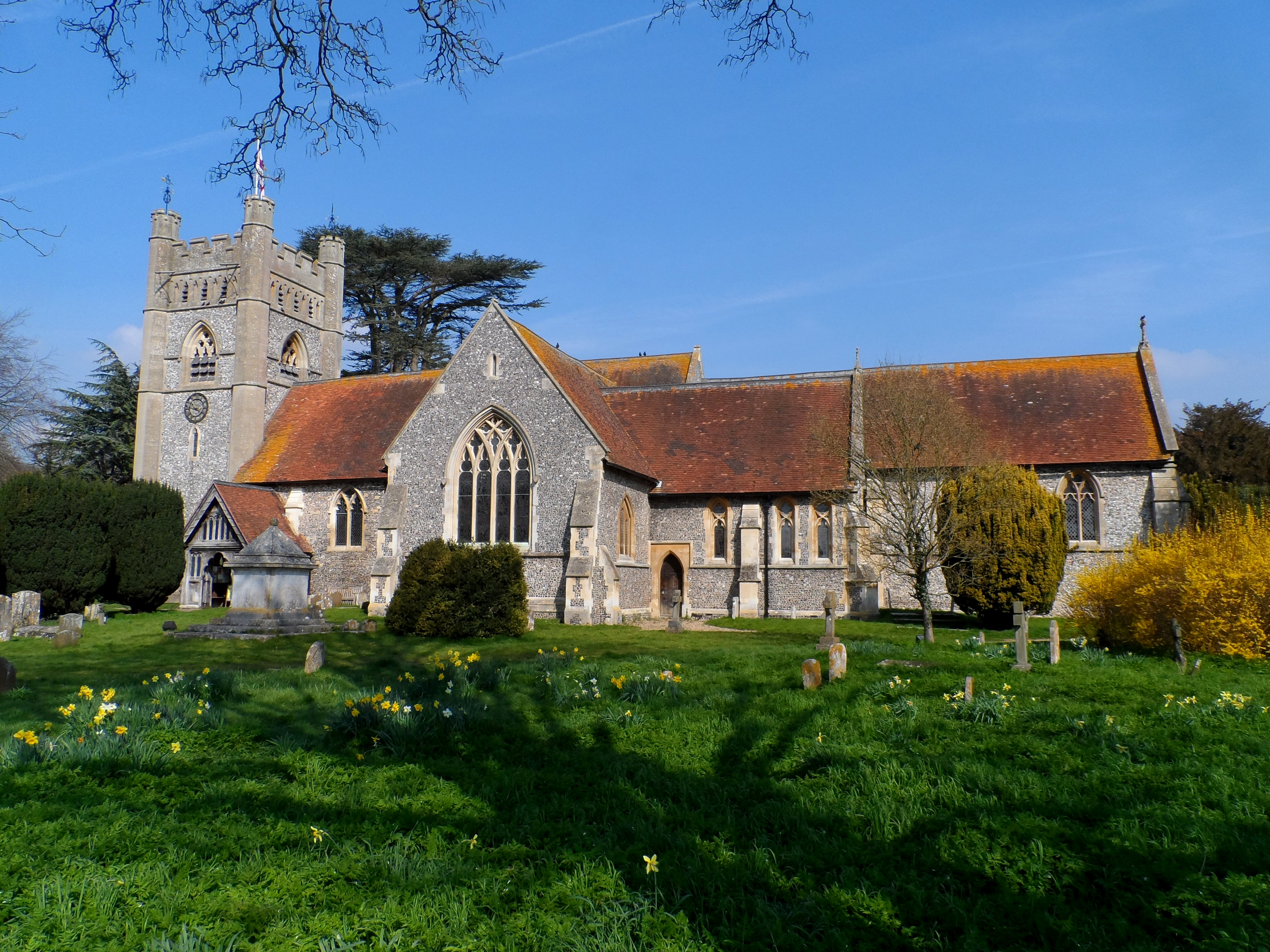
Biserica „Sf. Fecioară Maria”⁠(de)[traduceți] din Hambleden⁠(en)[traduceți]
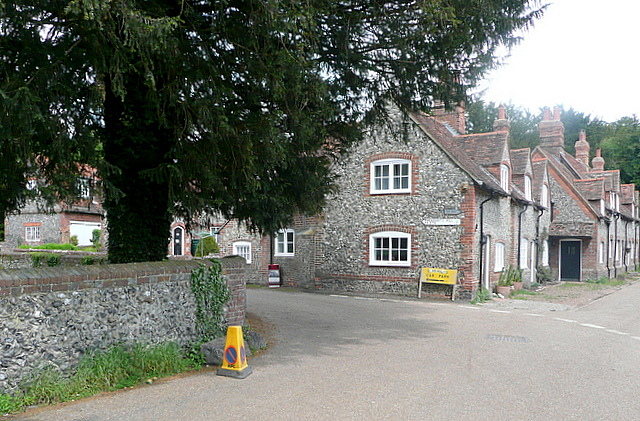
Intersecție din Hambleden
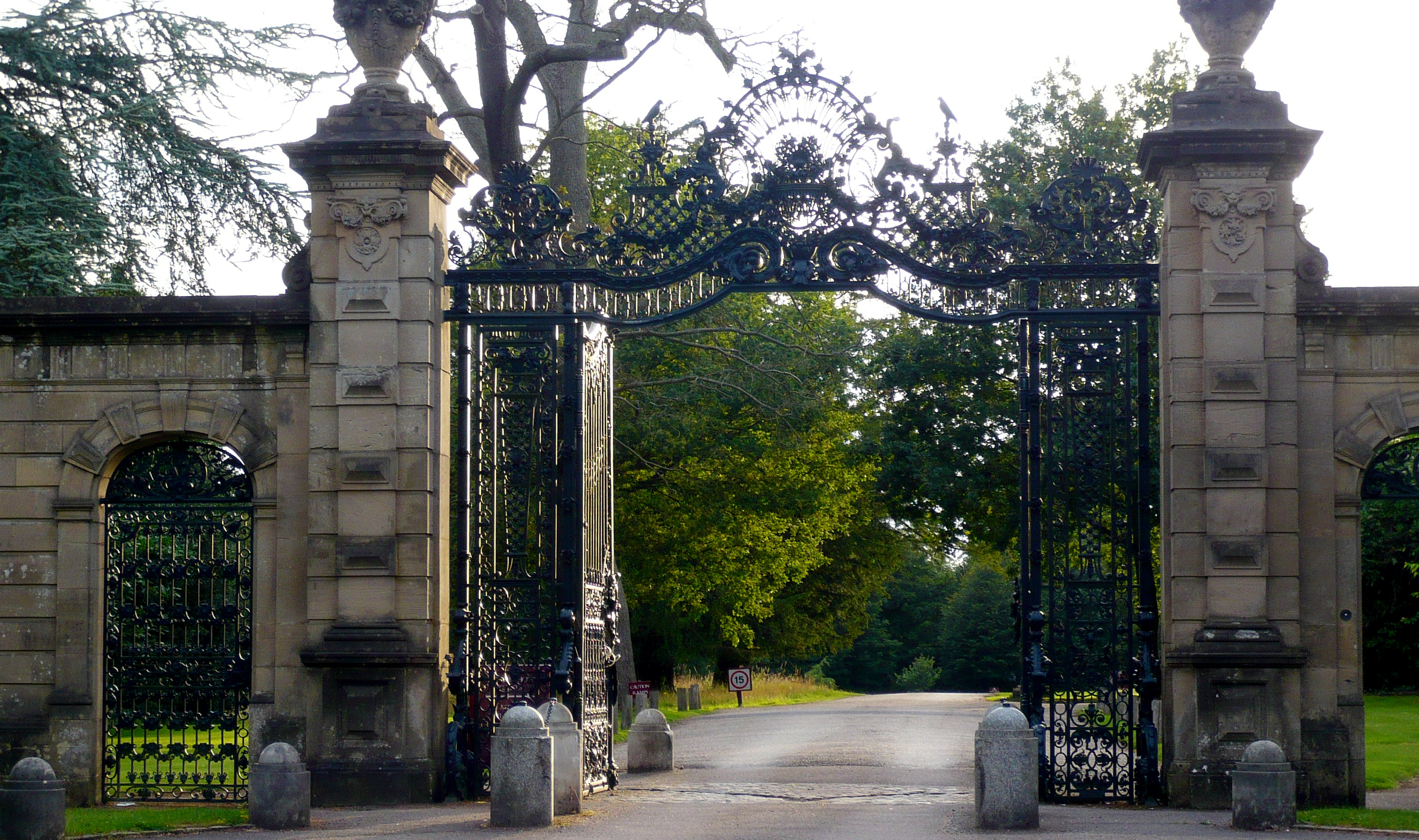
Poarta de intrare pe domeniul Cliveden⁠(en)[traduceți] din apropierea satului Taplow⁠(en)[traduceți]
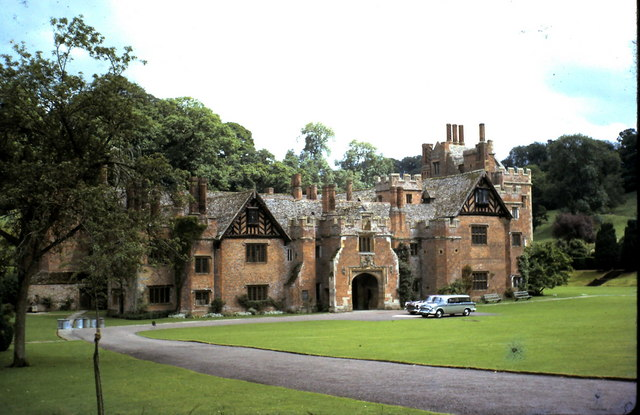
Conacul Compton Wynyates⁠(en)[traduceți] din parohia omonimă⁠(en)[traduceți]
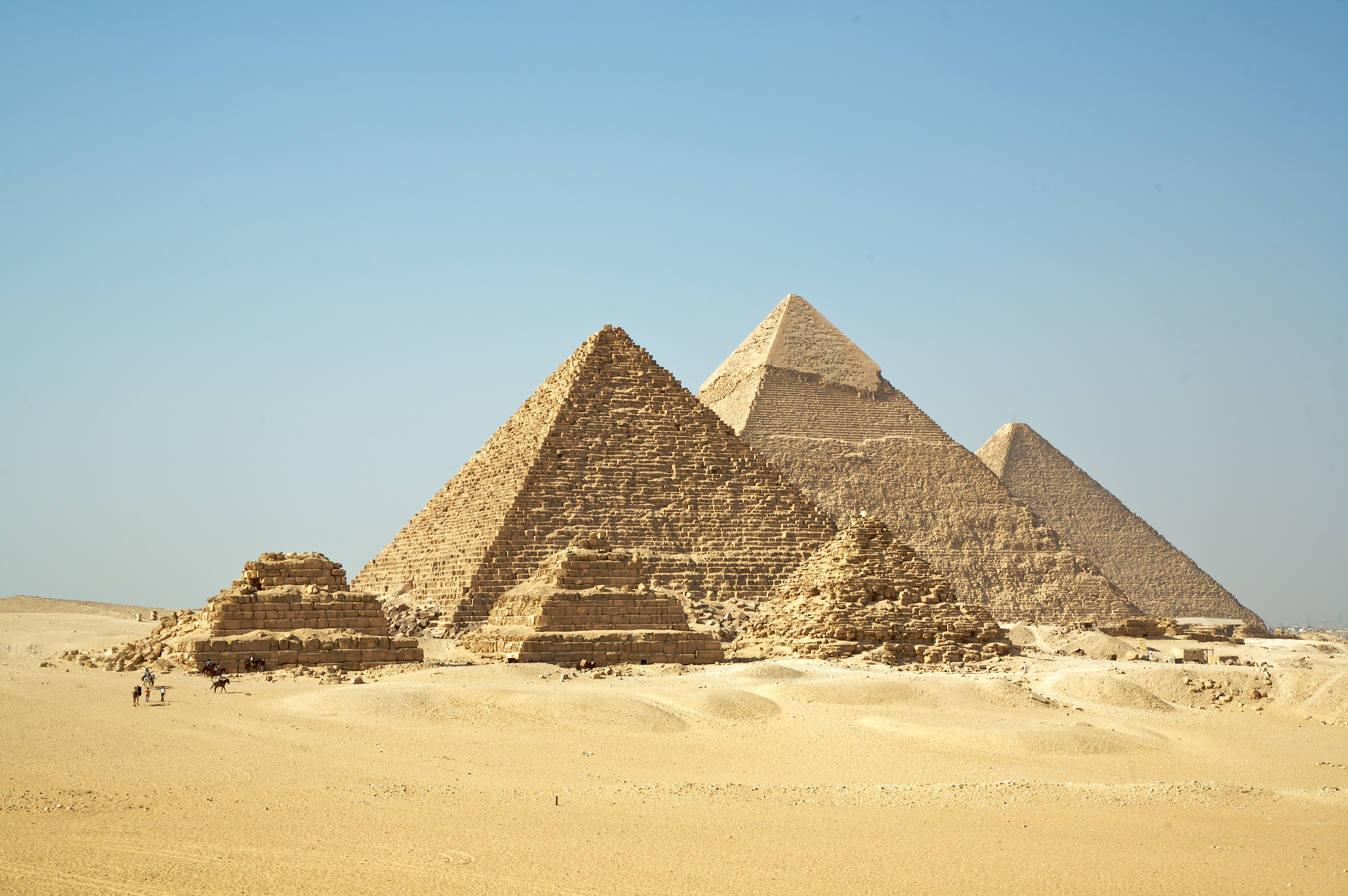
Marile Piramide de la Giza
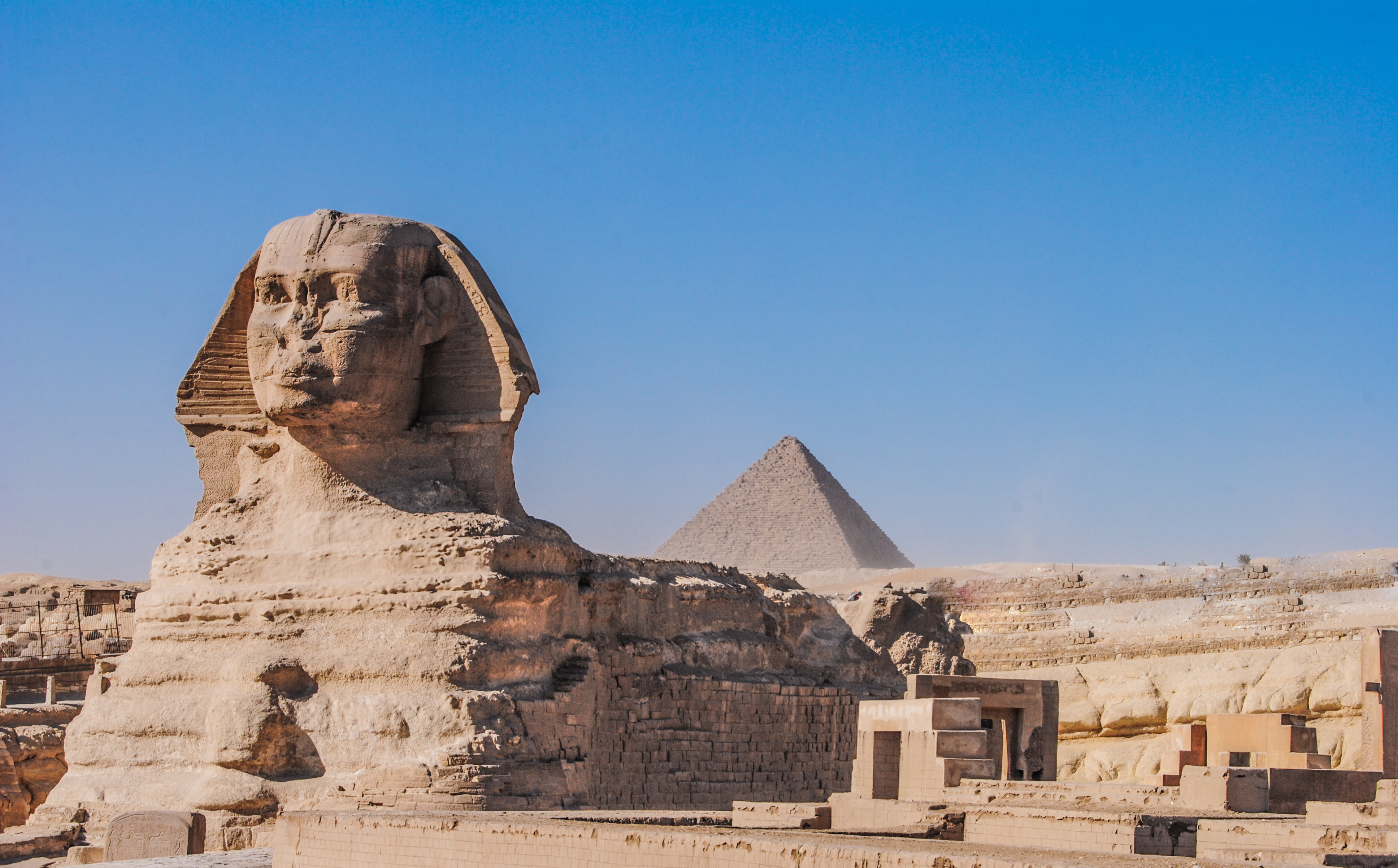
Sfinxul de la Giza
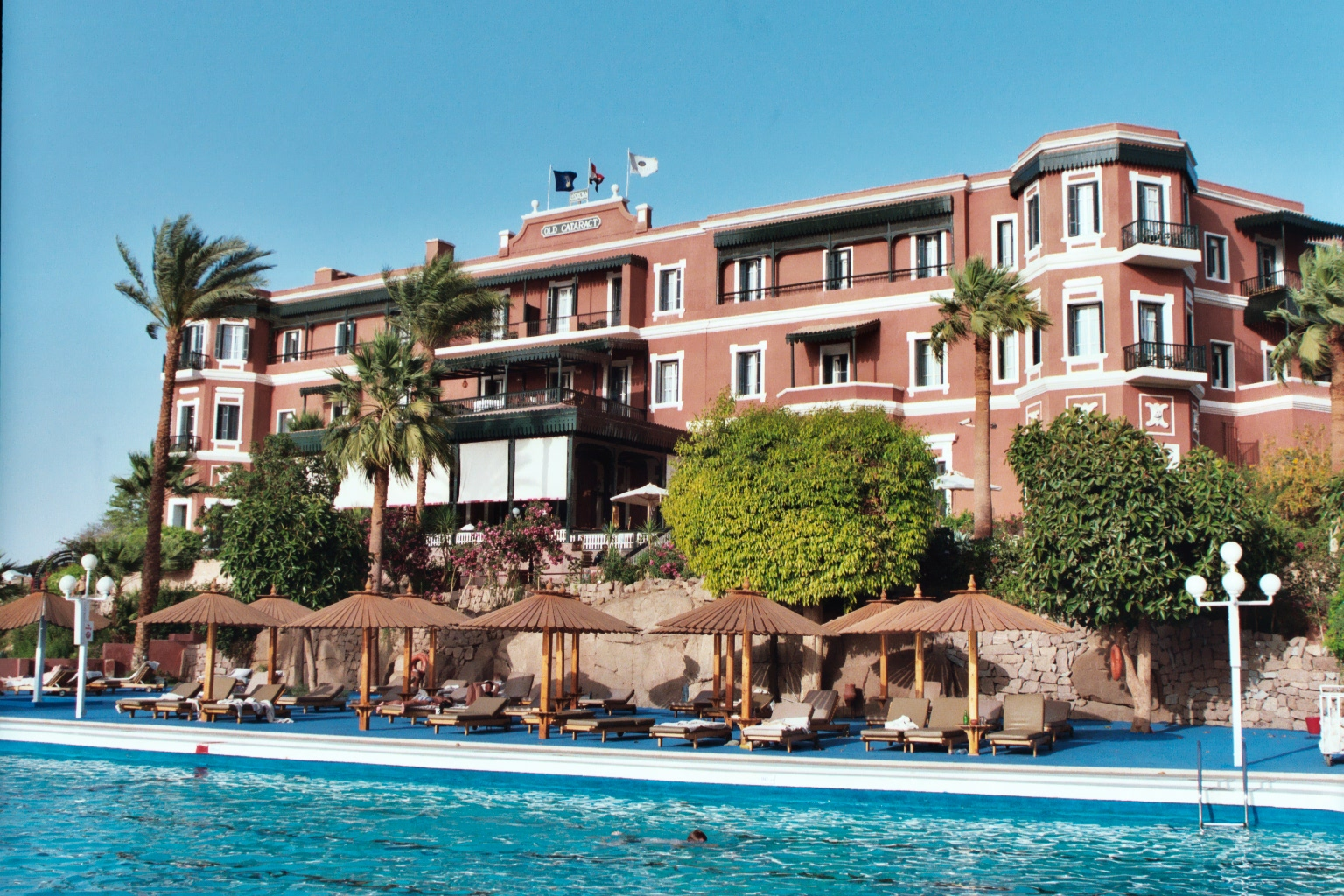
Hotelul Old Cataract⁠(en)[traduceți] din Assuan
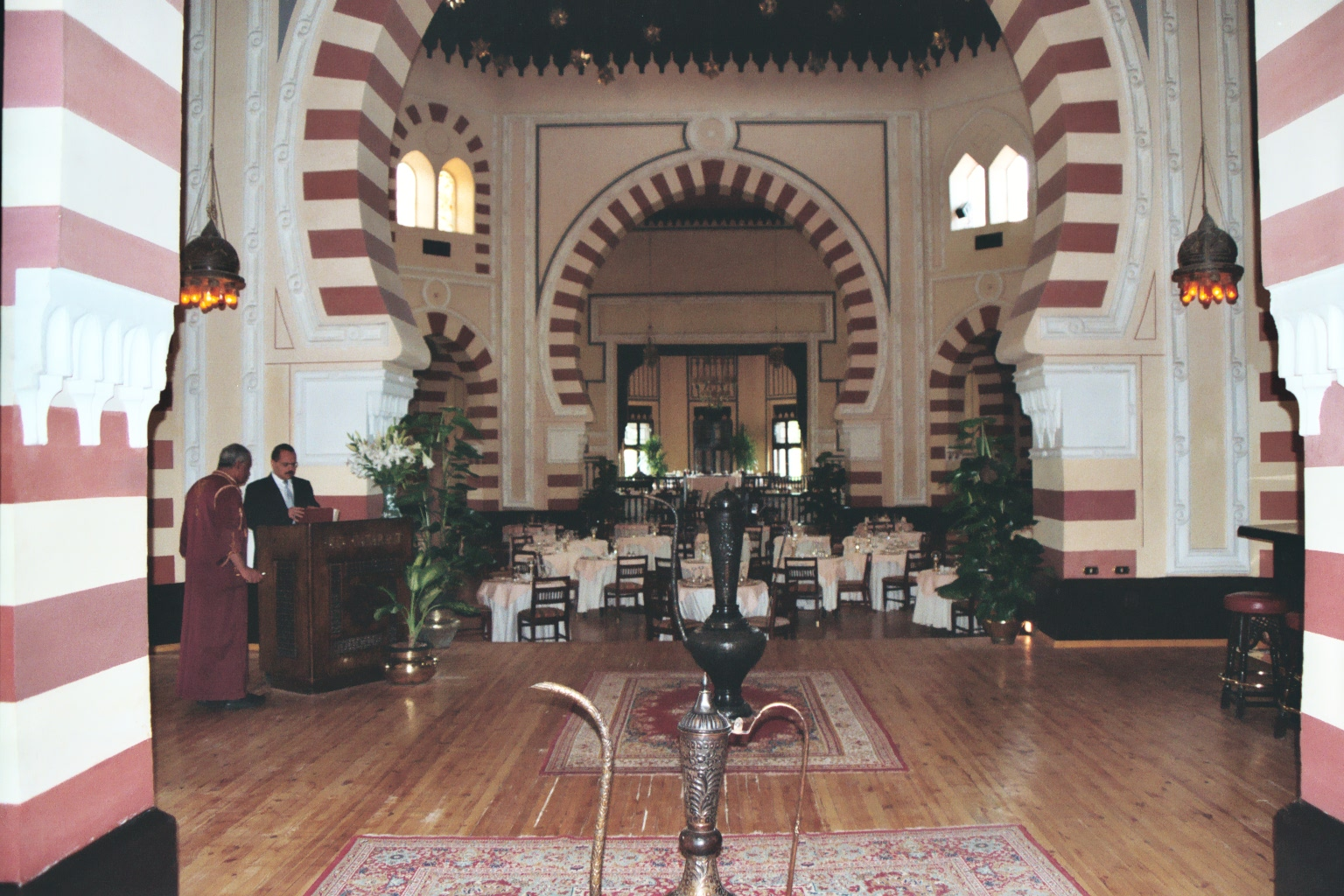
Sufrageria Hotelului Old Cataract din Assuan
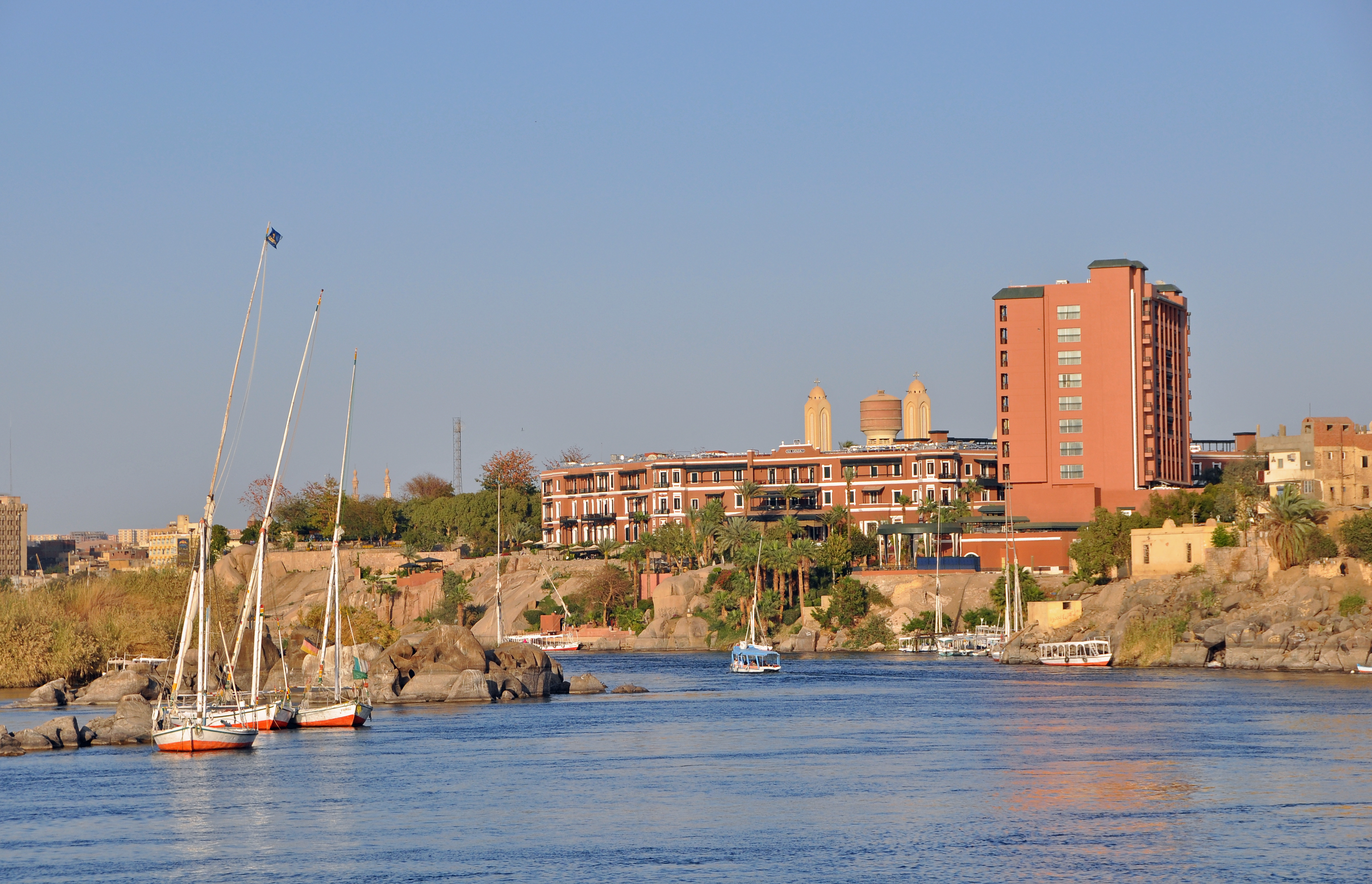
Nilul și Hotelul Old Cataract din Assuan
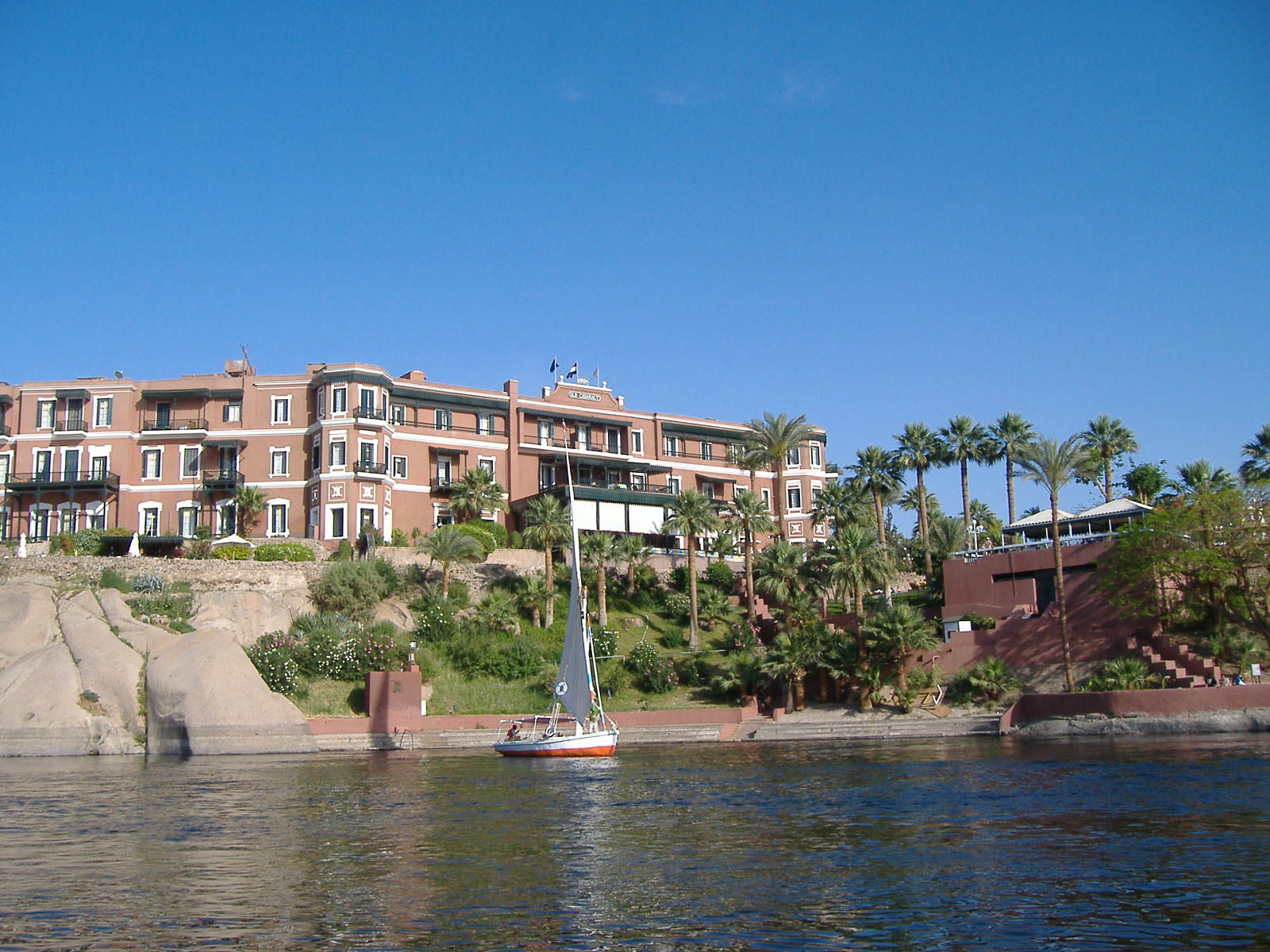
Nilul și Hotelul Old Cataract din Assuan
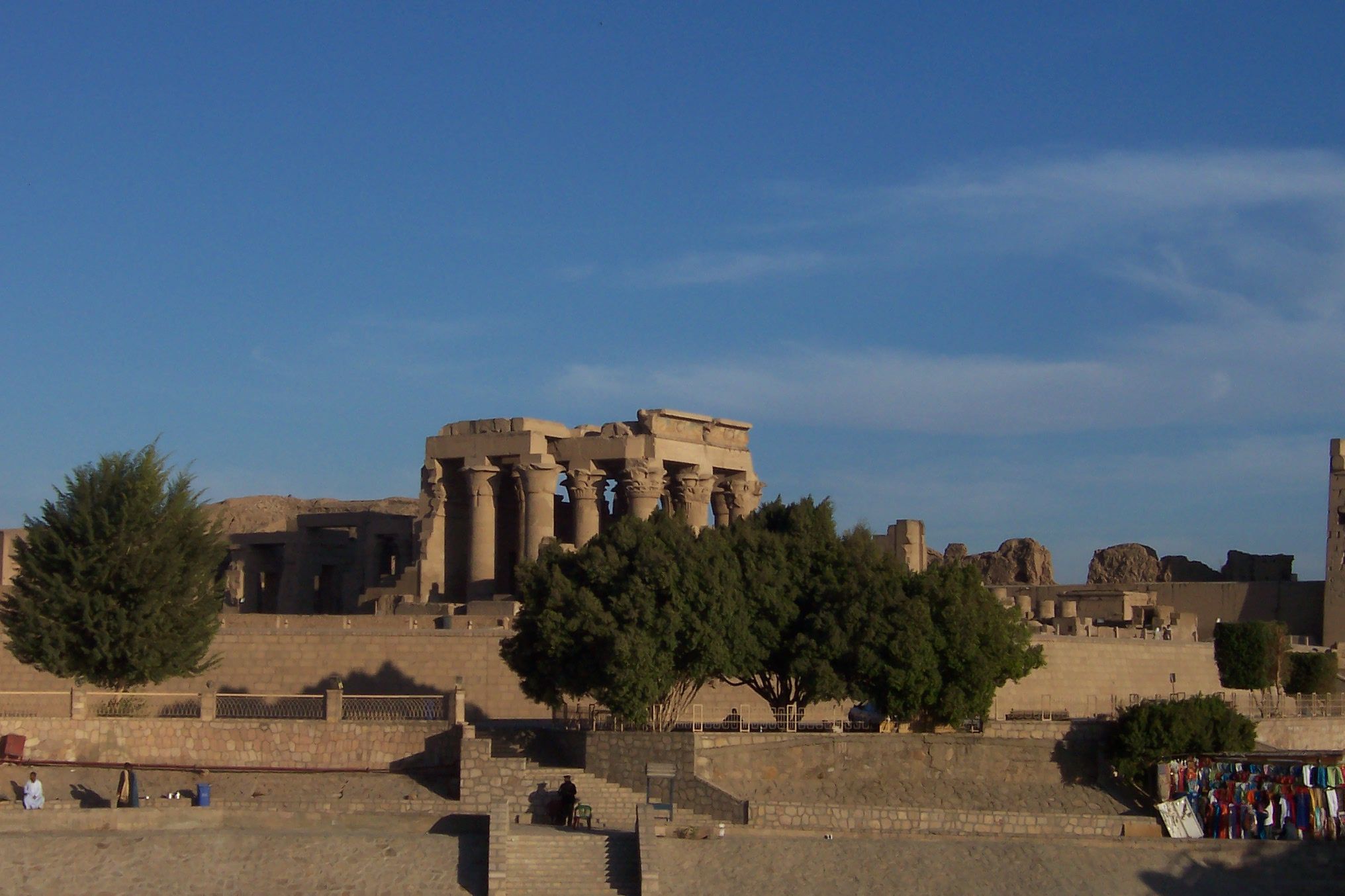
Templul⁠(en)[traduceți] din Kom Ombo⁠(en)[traduceți]
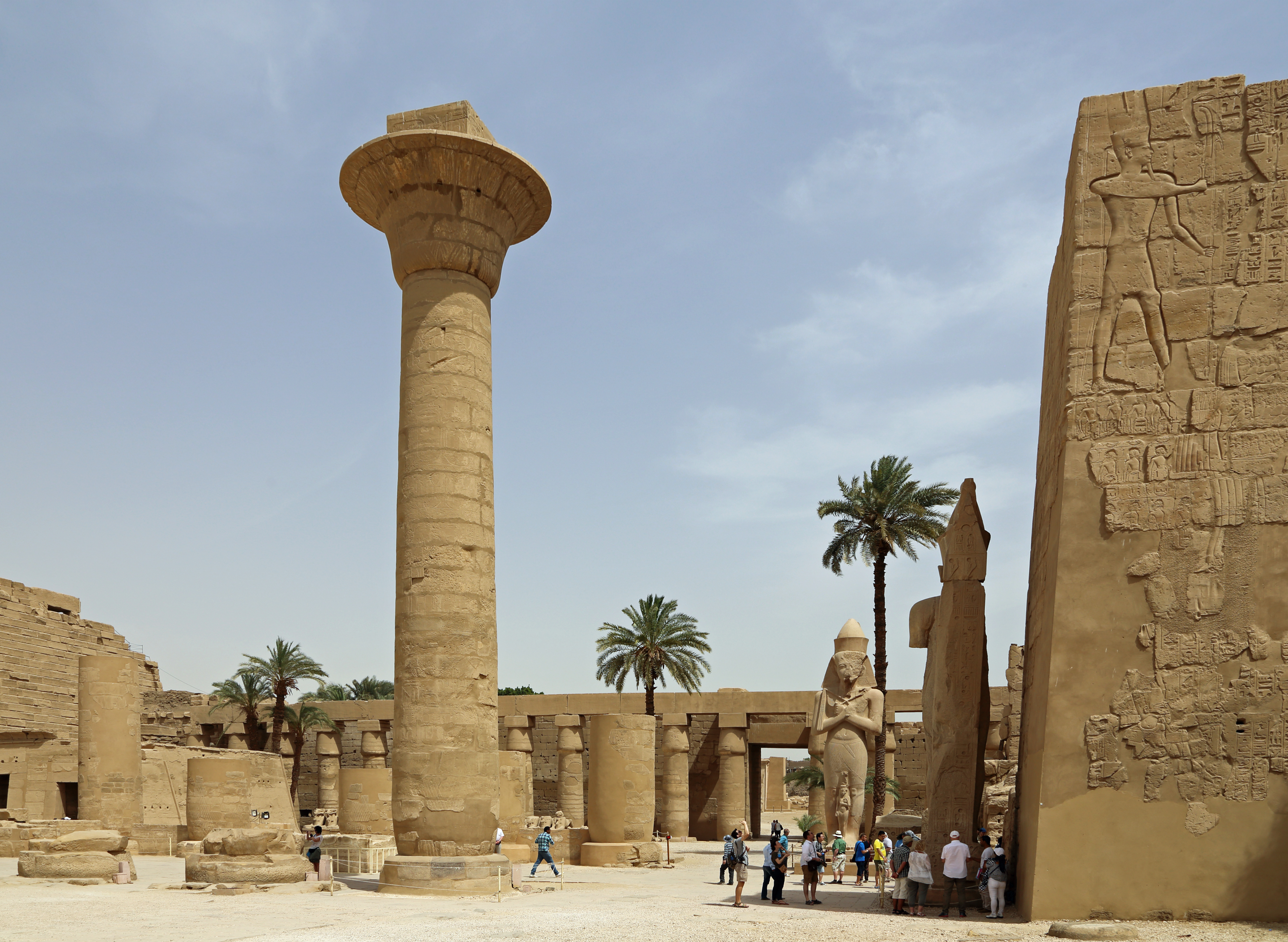
Columna faraonului Taharqa⁠(en)[traduceți] de la Karnak
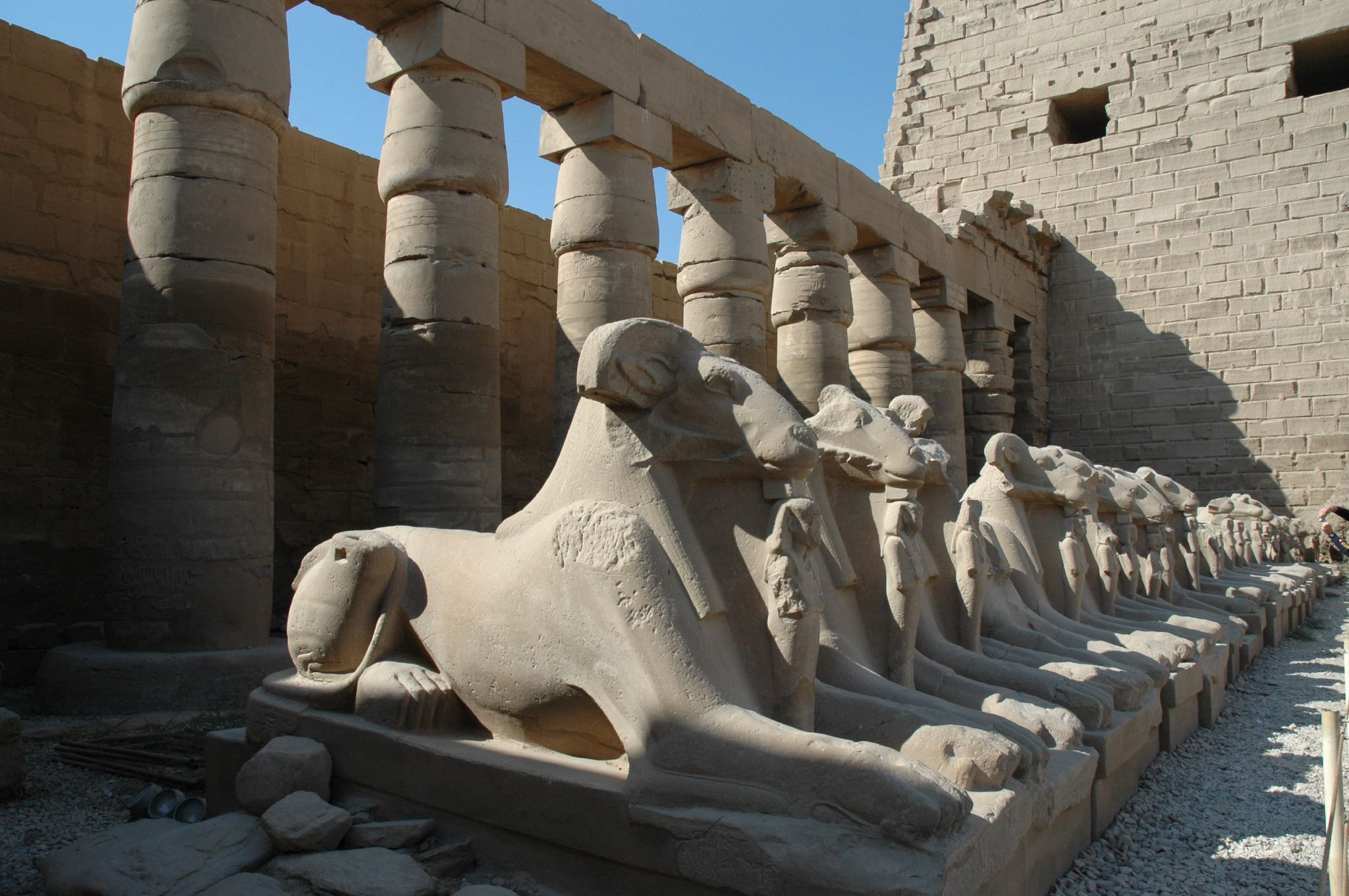
Aleea sfincșilor de la Karnak
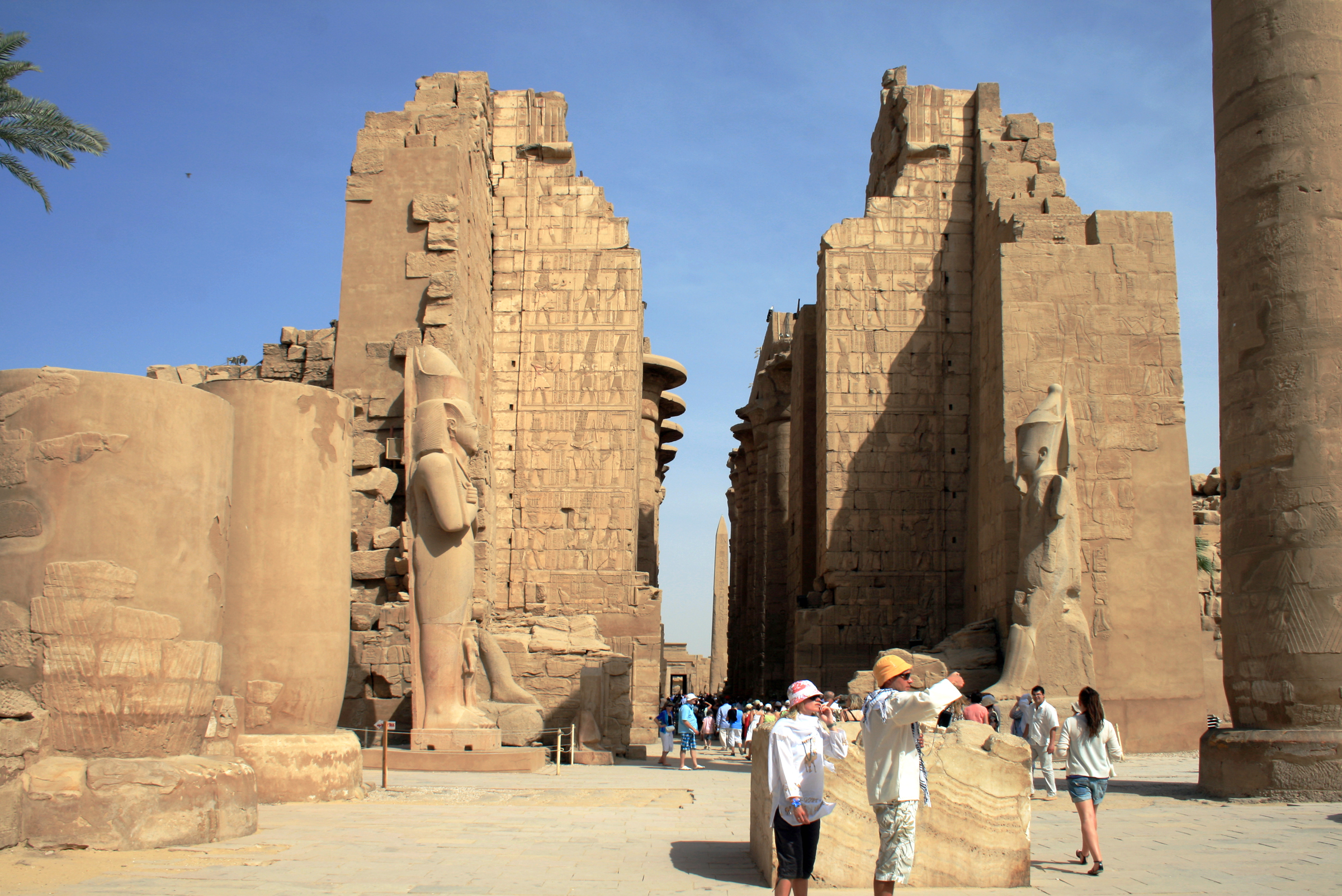
Templul de la Karnak
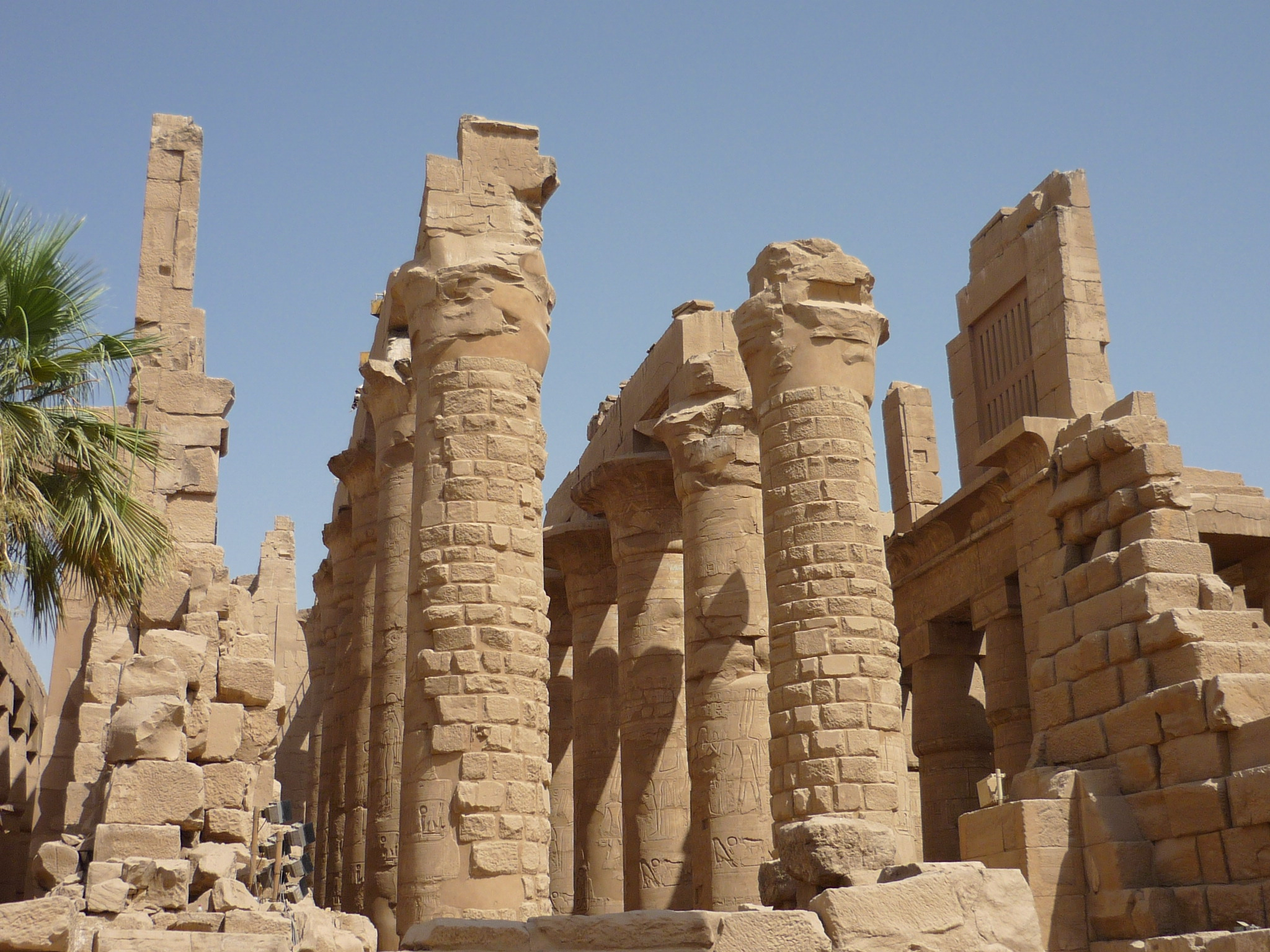
Sala hipostilă⁠(en)[traduceți] cu 134 de coloane a Templului de la Karnak
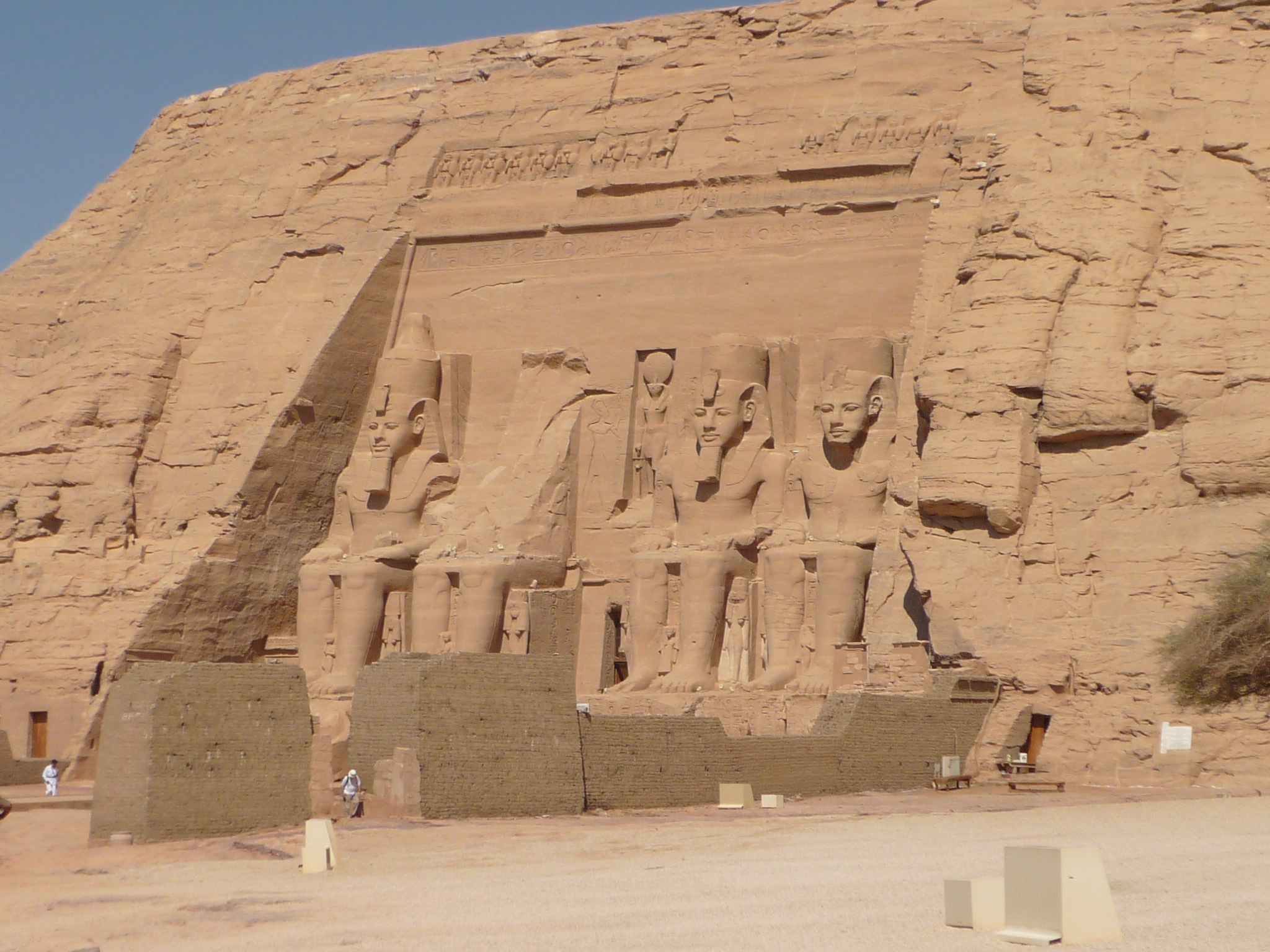
Fațada Templului lui Ramses al II-lea⁠(fr)[traduceți] de la Abu Simbel⁠(en)[traduceți]
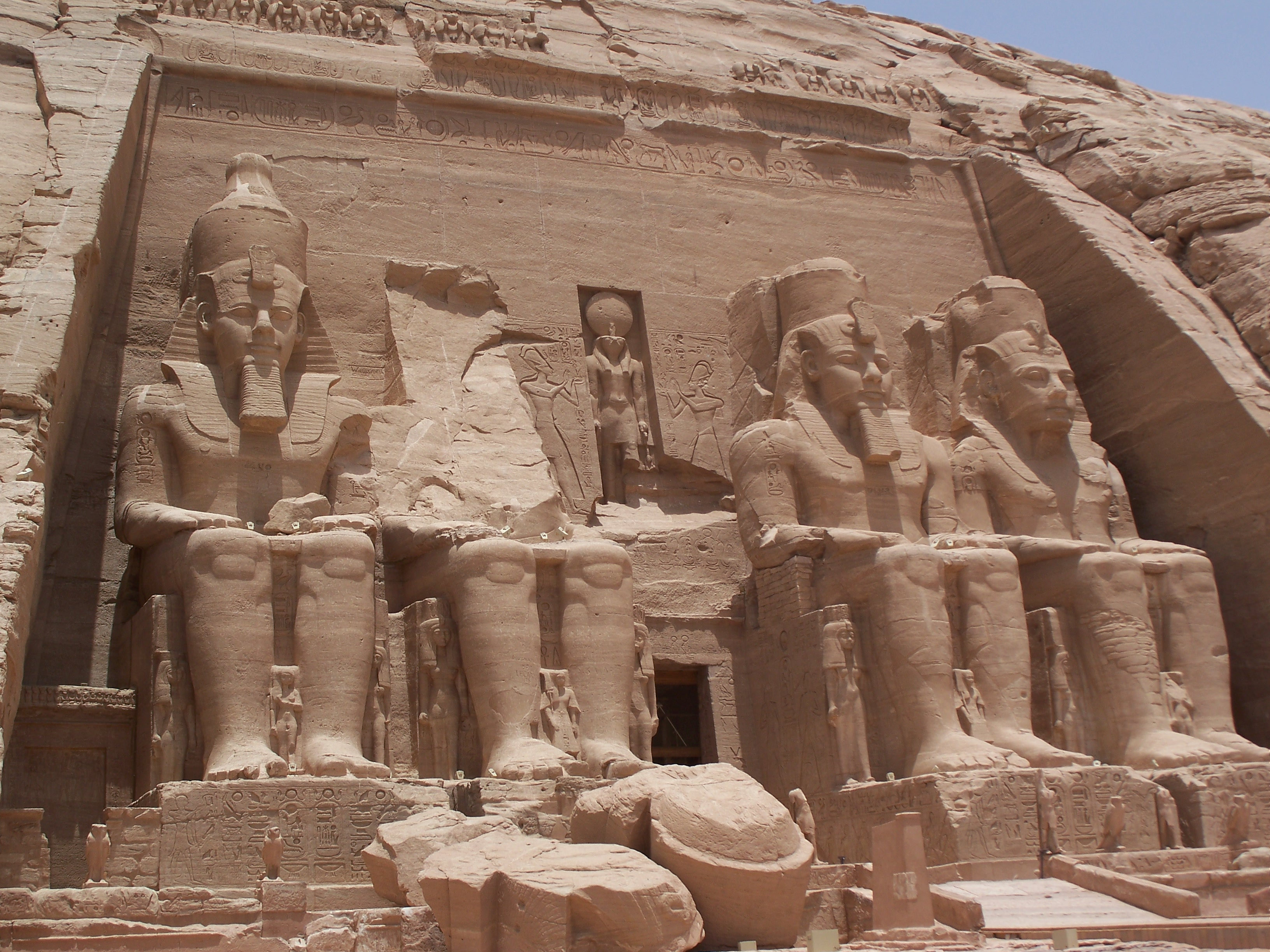
Coloșii ce păzesc intrarea în Templul lui Ramses al II-lea de la Abu Simbel
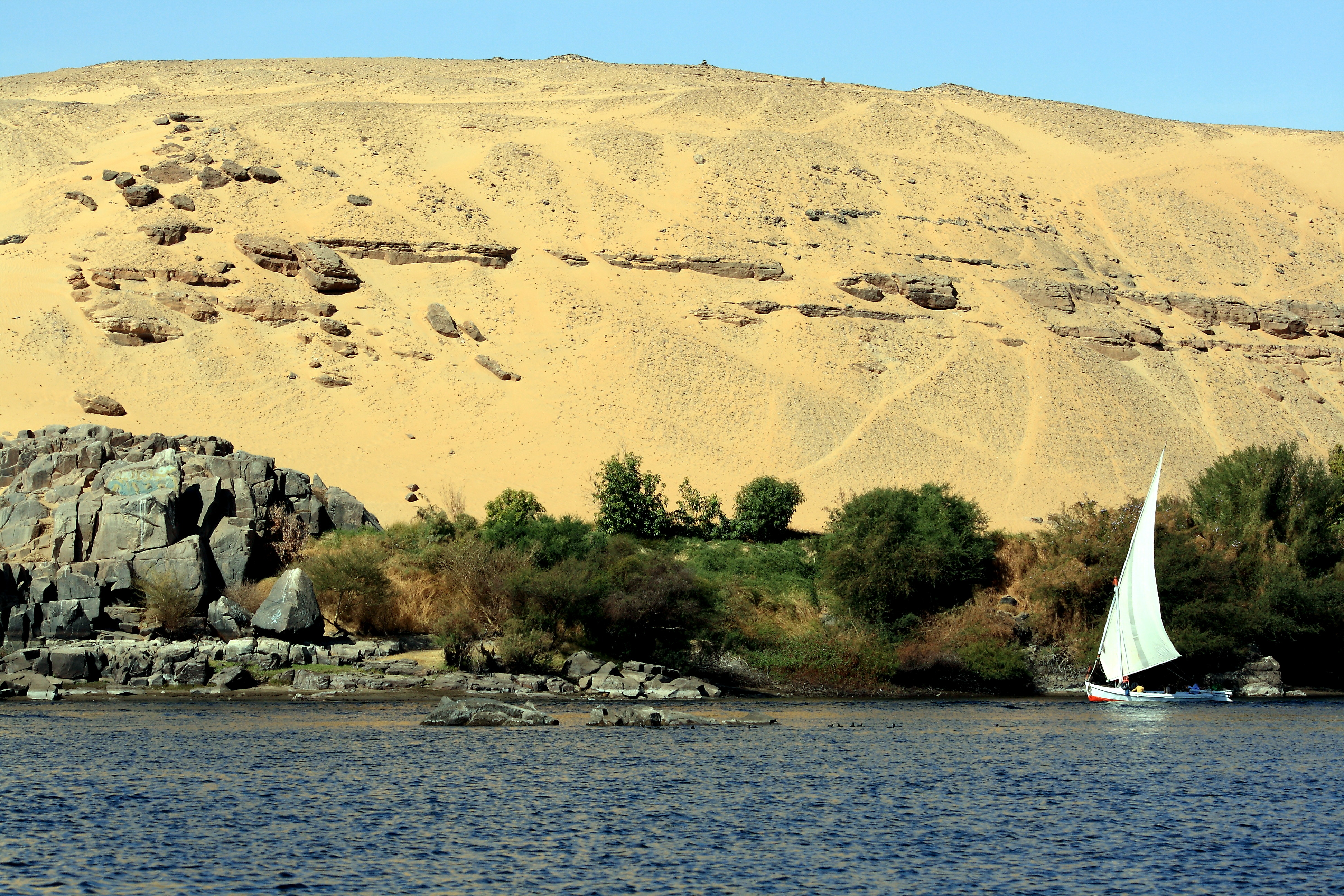
Nilul în apropiere de Assuan